# Scaër
Scaër [skɛʁ] est une commune du département du Finistère, dans la région Bretagne, en France. Connu pour être un haut lieu du gouren (lutte bretonne), ce sport a valu à Scaër le surnom de « pays des lutteurs ».

## Géographie

### Localisation

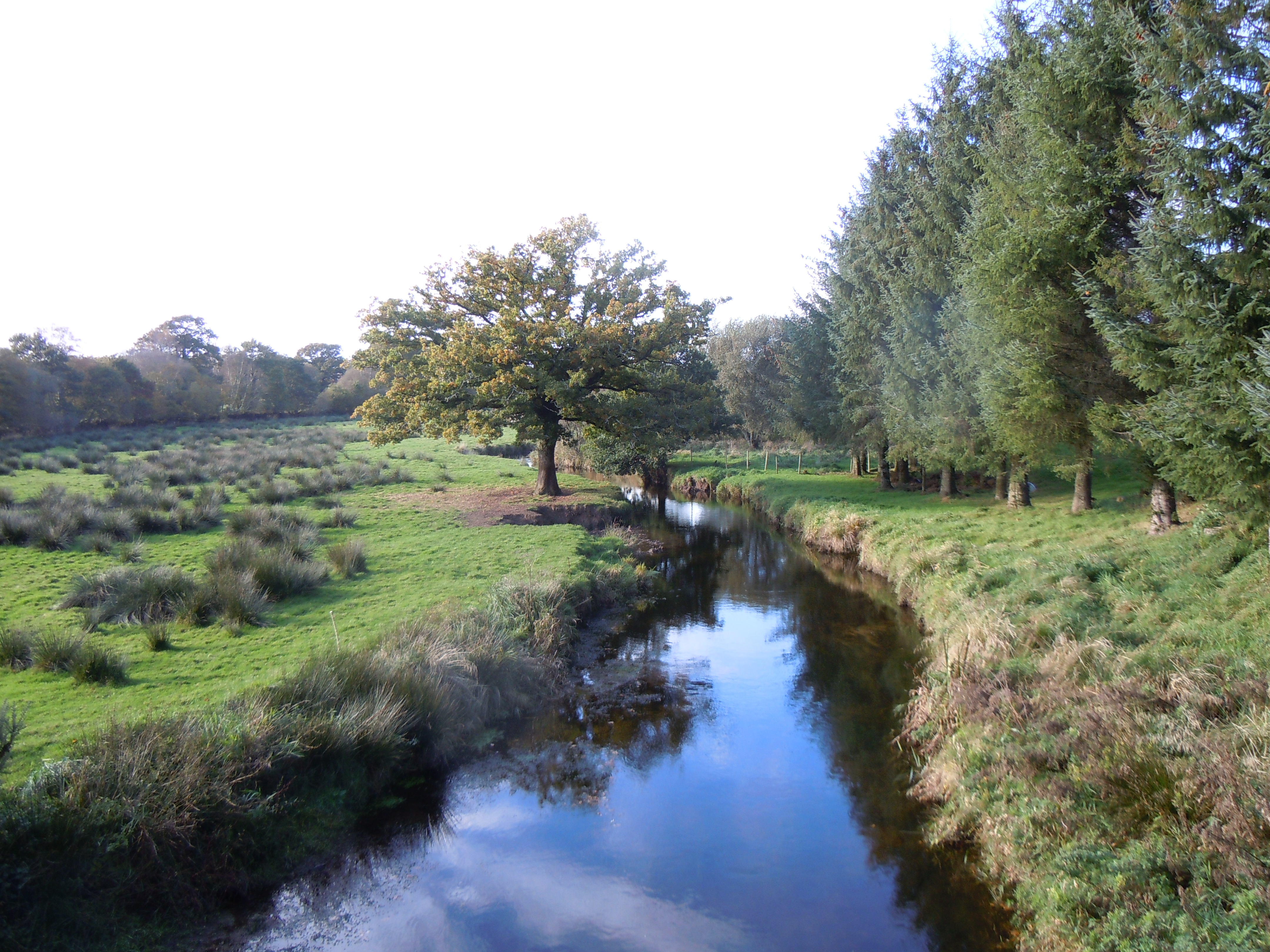
La rivière Isole au Pont Penvern.

La commune est située en Argoat, dans le sud-est du Finistère et jouxte à l'est le département du Morbihan. Son chef-lieu est situé à vol d'oiseau, à 30,5 km  à l'est de Quimper et 40,2 km au nord-ouest de Lorient. Les communes limitrophes sont Bannalec au sud, Rosporden au sud-ouest, Tourc'h à l'ouest, Leuhan et Roudouallec au nord, Guiscriff à l'est et Saint-Thurien au sud-est.
Avec une superficie de 117,58 km2, Scaër peut se prévaloir d'être la commune la plus étendue du département et même jusqu'à une date récente de la région Bretagne (jusqu'à la création de la commune nouvelle de Le Mené le 1er janvier 2016).
La commune, très vallonnée, s'étage entre 65 mètres d'altitude au niveau du point le plus bas de la vallée de l'Isole et 242 mètres sur les hauteurs du village de Coadry. Elle est parcourue par de nombreux ruisseaux qui se jettent soit dans l'Aven, à l'ouest, soit dans l'Isole, à l'est. Le plus important d'entre eux est le Ster Goz. L'Aven longe le territoire de la commune, et la sépare ainsi de Tourch, tandis que l'Isole en traverse la partie orientale en suivant une direction générale nord-sud.
La commune, autrefois très boisée comme l'attestent les nombreux toponymes en Coat : Coadry, Coadigou, Kergoat, Coatforn, etc., totalise 850 ha de bois et possède encore deux importants massifs forestiers : la forêt de Cascadec et la forêt domaniale de Coatloc'h ("bois du lac" en breton, car un lac existait il y a plusieurs siècles dans la partie nord de la forêt), gérée par l'ONF, vaste de 310 hectares.
Bien que le bourg soit de taille importante, la commune possède un habitat rural très dispersé constitué de pas moins de 305 lieux-dits et écarts.
| - Localisation de Scaër sur une carte des communes du Finistère. - Carte de la commune de Scaër et de ses limites. |

|           | Leuhan   | Roudouallec Morbihan |
| Tourch    | Scaër    | Guiscriff Morbihan   |
| Rosporden | Bannalec | Saint-Thurien        |

### Géologie et minéralogie: les «pierres de Coadry»

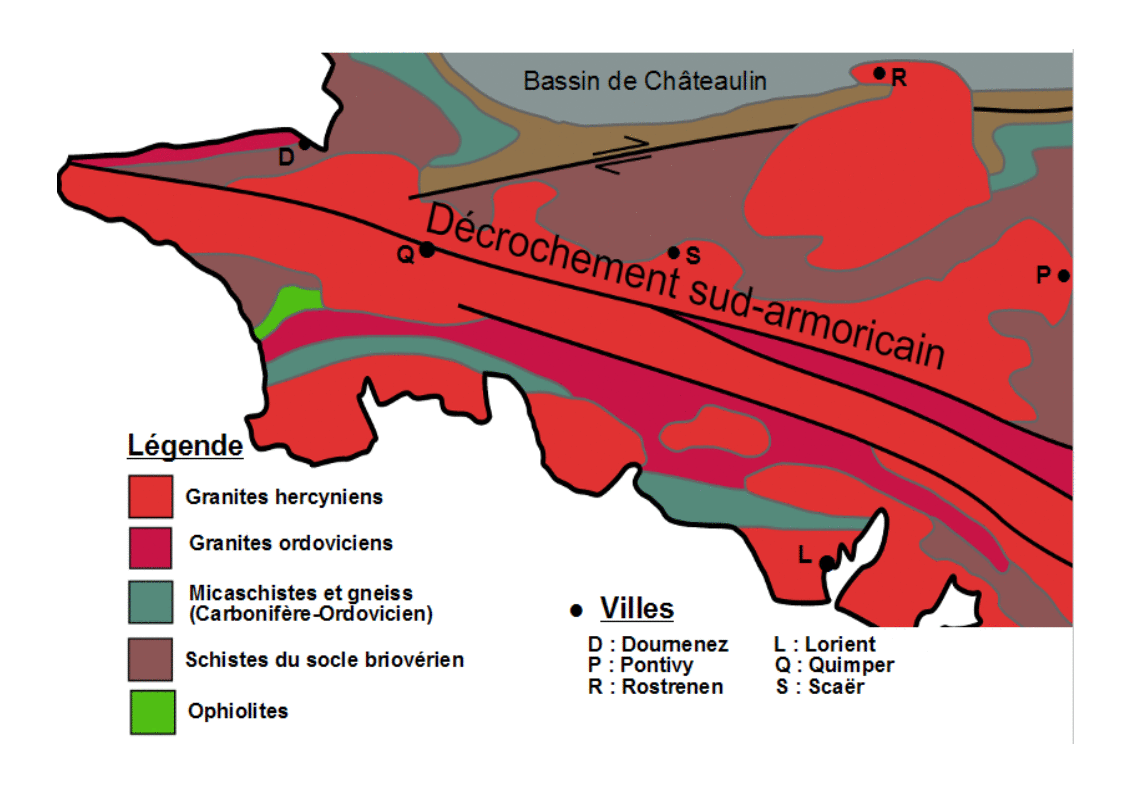
Carte géologique de la région de Scaër.

Le sous-sol de Scaër est constitué de micaschiste à staurotides et biotite à l'ouest, au nord et à l'est du bourg, qu'on trouve dans les champs, en retournant la terre. Au nord, il alterne avec des schistes modifiées. Au sud du bourg, il s'agit de granite. Des carrières de granite, situées à l'angle sud-est de la forêt de Coatloc'h, furent d'ailleurs exploitées depuis le Moyen Âge par des tailleurs de pierre. Ce granite a servi à construire notamment la croix du cimetière de Scaër, datée de 1400. Au lieu-dit Drolou, une cavité souterraine est en fait une ancienne mine d'étain.

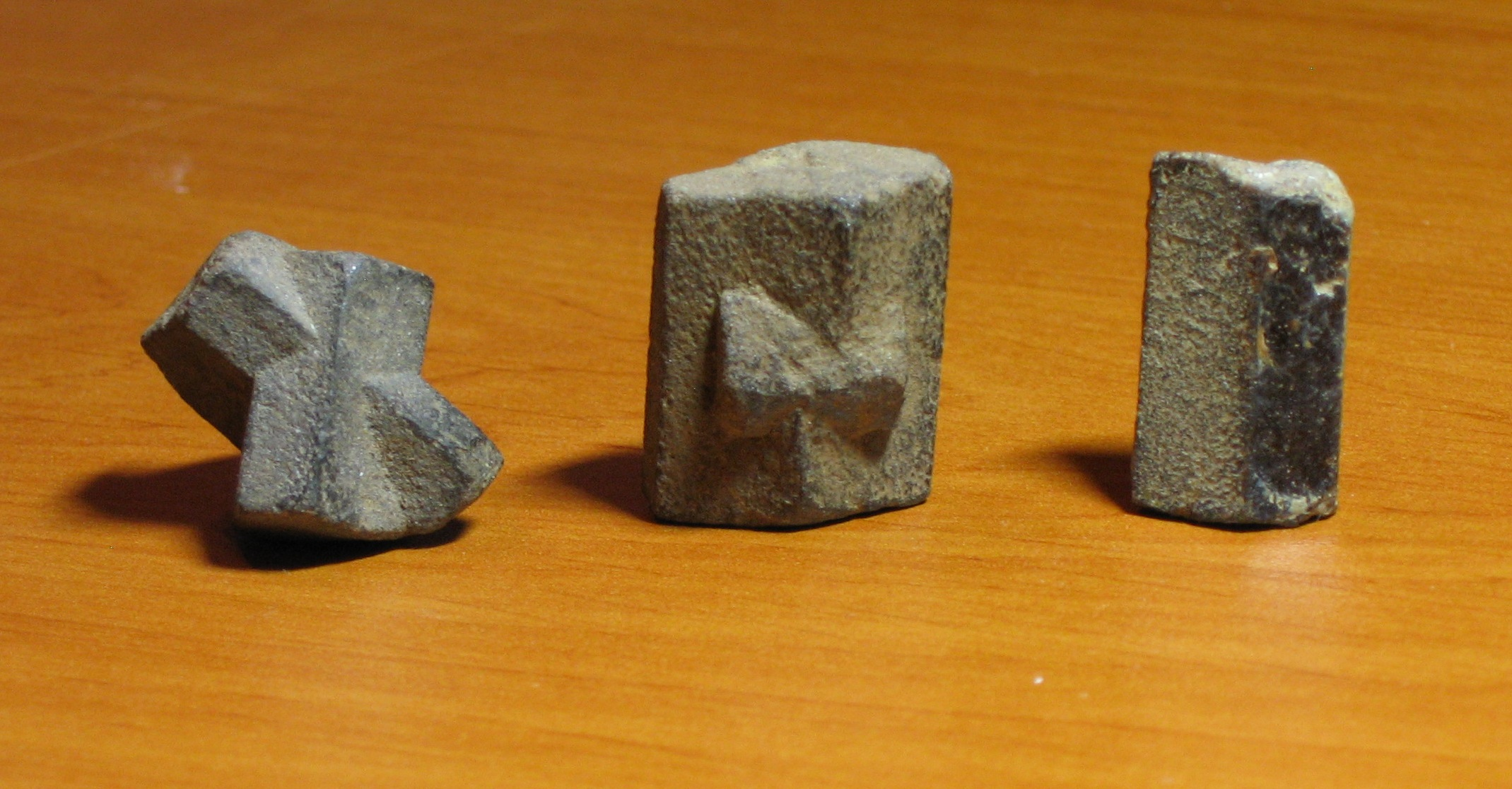
« Pierres de Coadry » (staurolites, dits encore staurotides).

Entre les villages de Coadry et Restambern, ainsi qu'auprès des lieux-dits Mille Mottes (en Elliant), Noteriou (en Coray), Coat Spern et Quillien (en Tourc'h), etc., on trouve des pierres contenant de gros cristaux de 2  à   8 cm en forme de croix de saint André, appelées « pierres de Coadry » (ou « pierres de Coadri »). D'un point de vue géologique, ces pierres sont des staurotides, staurotide signifiant « pierre de croix » (nom qui leur fut attribué initialement par Daubenton), composés de silicate d'alumine et de fer, et qui a reçu l'appellation locale de « croisette de Bretagne ».
Leur forme curieuse en croix a contribué à inspirer de nombreuses légendes. Ces pierres qui émergent des champs après les labours sont là « comme des rappels à l'ordre (...) [d]es symboles de religion ». Selon l'une de ces légendes, c'est Dieu lui-même qui a marqué les pierres de Coadry de son signe, un jour ancien où des iconoclastes abattaient des calvaires. Pour d'autres, les staurotides seraient apparues lors de la construction de la chapelle de Coadry. Jacques Cambry, dans son Voyage dans le Finistère écrit : « Les pauvres les vendent aux pèlerins, aux étrangers : il est peu de ménages où l'on n'en conserve comme préservatifs, comme talismans contre les naufrages et les chiens enragés : on la croit propre à guérir les maux d'yeux ; des religieuses en faisoient des sachets, qu'on suspendoit au col, qu'on portoit dans sa poche ». Un vieux proverbe de Cornouaille dit (en breton) : « Montez sur un arbre et cassez-vous le cou : avec les pierres de Coadry vous n'aurez aucun mal » (Pignit ba 'r wezenn, torrit ho koug : G'ar mein Koadri n'ho pet tamm droug). On les plaçait au pied des maisons pour se protéger de la foudre : ce qui leur valut aussi le nom de « pierre à tonnerre ». Ces pierres servaient aussi de bijoux et de parures féminines.
Selon Alexandre Bouët « on leur attribuait aussi la vertu de préserver les enfants des frayeurs, des coliques, des sorts et des mauvais vents ».
Une autre légende peut être résumée ainsi : il y a plus d'un millénaire, un temple païen existait à Coadry. Un seigneur local, le comte de Trévalot vit son château assiégé par un rival, le seigneur de Coatforn. Le comte, pieux chrétien, fit le vœu, en cas de victoire, de construire une chapelle. Après sa victoire, il fit atteler deux bœufs qui s'arrêtèrent d'eux-mêmes à proximité du temple païen en ruine, et c'est donc là que fut construite la chapelle Saint-Sauveur de Coadry. À peine les ouvriers avaient-ils commencé à la construire que des miracles se produisirent : les ronces qui recouvraient le site disparurent d'elles-mêmes, une source jaillit, douée de vertus médicinales, et les pierres de Coadry apparurent. Au XIIe siècle, une disette survint et les pèlerins, qui étaient nombreux à fréquenter la chapelle, en furent rendus responsables ; la chapelle fut alors incendiée par la populace, mais la fumée de l'incendie dispersa les « pierres de croix » jusqu'à Coray. Deux siècles plus tard, la chapelle fut dédiée au Christ et les pèlerinages reprirent de plus belle ; les pauvres vendaient les « pierres de croix » aux pèlerins de passage. Les pierres de Coadry sont censées protéger contre les naufrages, les chiens enragés, les maux des yeux, la folie.

### Hydrographie
Pour un article plus général, voir Réseau hydrographique du Finistère.
La commune est située dans le bassin Loire-Bretagne. Elle est drainée par l'Aven, l'Isole, le Stêr Goz, le Goarem Clujiry, le Kerlan, le ruisseau de Goarem clujiry, le ruisseau de Kerlan, le Pont ar C'hleudic, le ruisseau de Malagas et divers autres petits cours d'eau,.
L'Aven, d'une longueur de 39 km, prend sa source dans la commune de Coray et se jette  dans l'Océan Atlantique en limite de Riec-sur-Bélon et de Névez, après avoir traversé huit communes. 
L'Isole, d'une longueur de 48 km, prend sa source dans la commune de Roudouallec et se jette  dans l'Ellé à Quimperlé, après avoir traversé huit communes.  Les caractéristiques hydrologiques de l'Isole sont données par la station hydrologique située sur la commune. Le débit moyen mensuel est de 2,44 m3/s. Le débit moyen journalier maximum est de 59,6 m3/s, atteint lors de la crue du 12 décembre 2000. Le débit instantané maximal est quant à lui de 83 m3/s, atteint le même jour.
Le Stêr Goz, d'une longueur de 21 km, prend sa source dans la commune  et se jette  dans l'Aven à Pont-Aven, après avoir traversé quatre communes. 

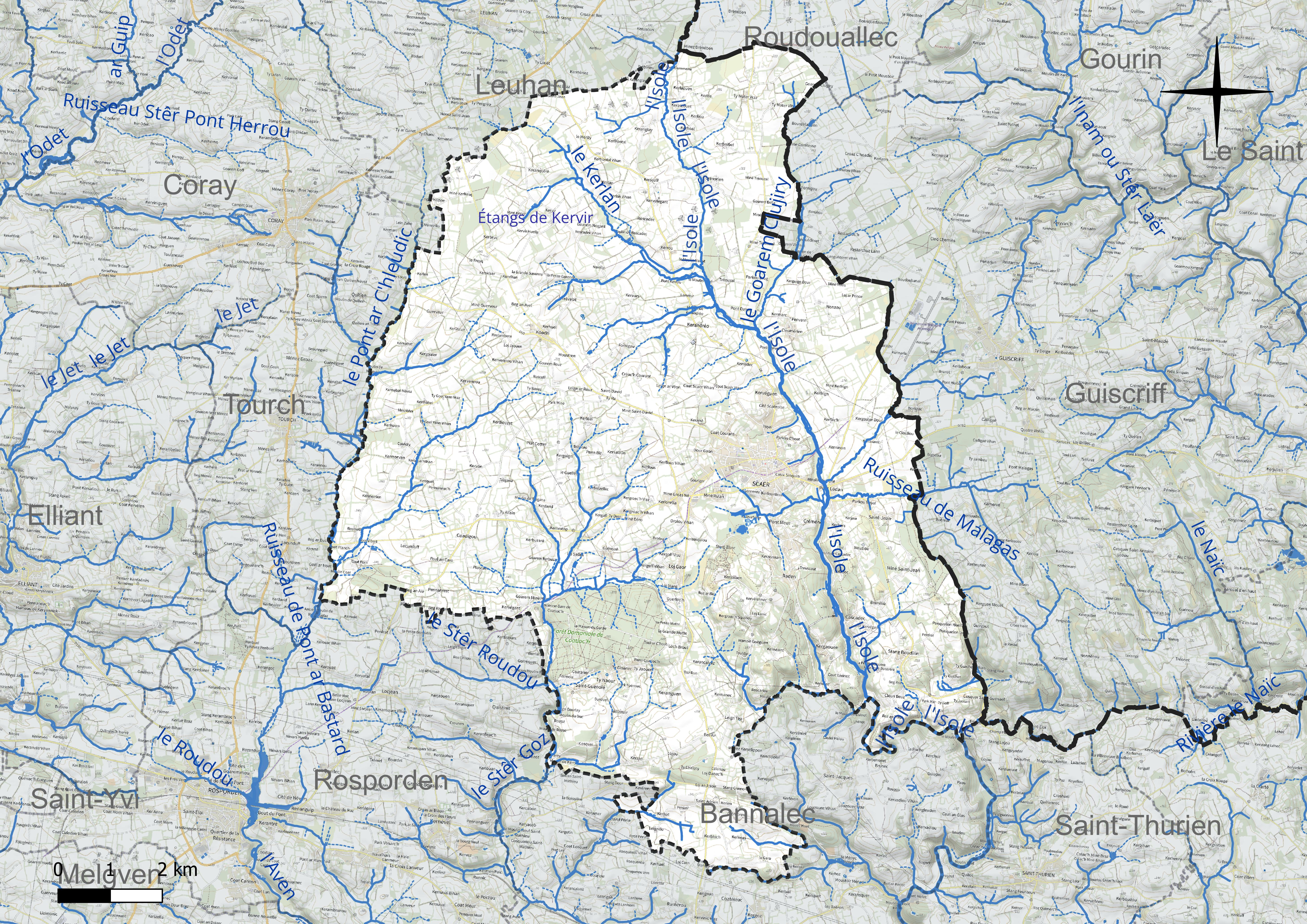
Réseau hydrographique de Scaër.

Un plan d'eau complète le réseau hydrographique : les étangs de Kervir (0,4 ha),.

### Climat
Pour des articles plus généraux, voir Climat de la Bretagne et Climat du Finistère.
En 2010, le climat de la commune est de type climat océanique franc, selon une étude du CNRS s'appuyant sur une série de données couvrant la période 1971-2000. En 2020, Météo-France publie une typologie des climats de la France métropolitaine dans laquelle la commune est exposée à un climat océanique et est dans la région climatique Bretagne orientale et méridionale, Pays nantais, Vendée, caractérisée par une faible pluviométrie en été et une bonne insolation. Parallèlement l'observatoire de l'environnement en Bretagne publie en 2020 un zonage climatique de la région Bretagne, s'appuyant sur des données de Météo-France de 2009. La commune est, selon ce zonage, dans la zone « Monts d'Arrée », avec des hivers froids, peu de chaleurs et de fortes pluies.
Pour la période 1971-2000, la température annuelle moyenne est de 11,1 °C, avec une amplitude thermique annuelle de 11,6 °C. Le cumul annuel moyen de précipitations est de 1 280 mm, avec 16,3 jours de précipitations en janvier et 8,8 jours en juillet. Pour la période 1991-2020, la température moyenne annuelle observée sur la station météorologique la plus proche, située sur la commune de Guiscriff à 5 km à vol d'oiseau, est de 11,6 °C et le cumul annuel moyen de précipitations est de 1 365,6 mm,. Pour l'avenir, les paramètres climatiques de la commune estimés pour 2050 selon différents scénarios d'émission de gaz à effet de serre sont consultables sur un site dédié publié par Météo-France en novembre 2022.

## Urbanisme

### Typologie
Au 1er janvier 2024, Scaër est catégorisée commune rurale à habitat dispersé, selon la nouvelle grille communale de densité à 7 niveaux définie par l'Insee en 2022.
Elle appartient à l'unité urbaine de Scaër, une unité urbaine monocommunale constituant une ville isolée,. La commune est en outre hors attraction des villes,.

### Occupation des sols

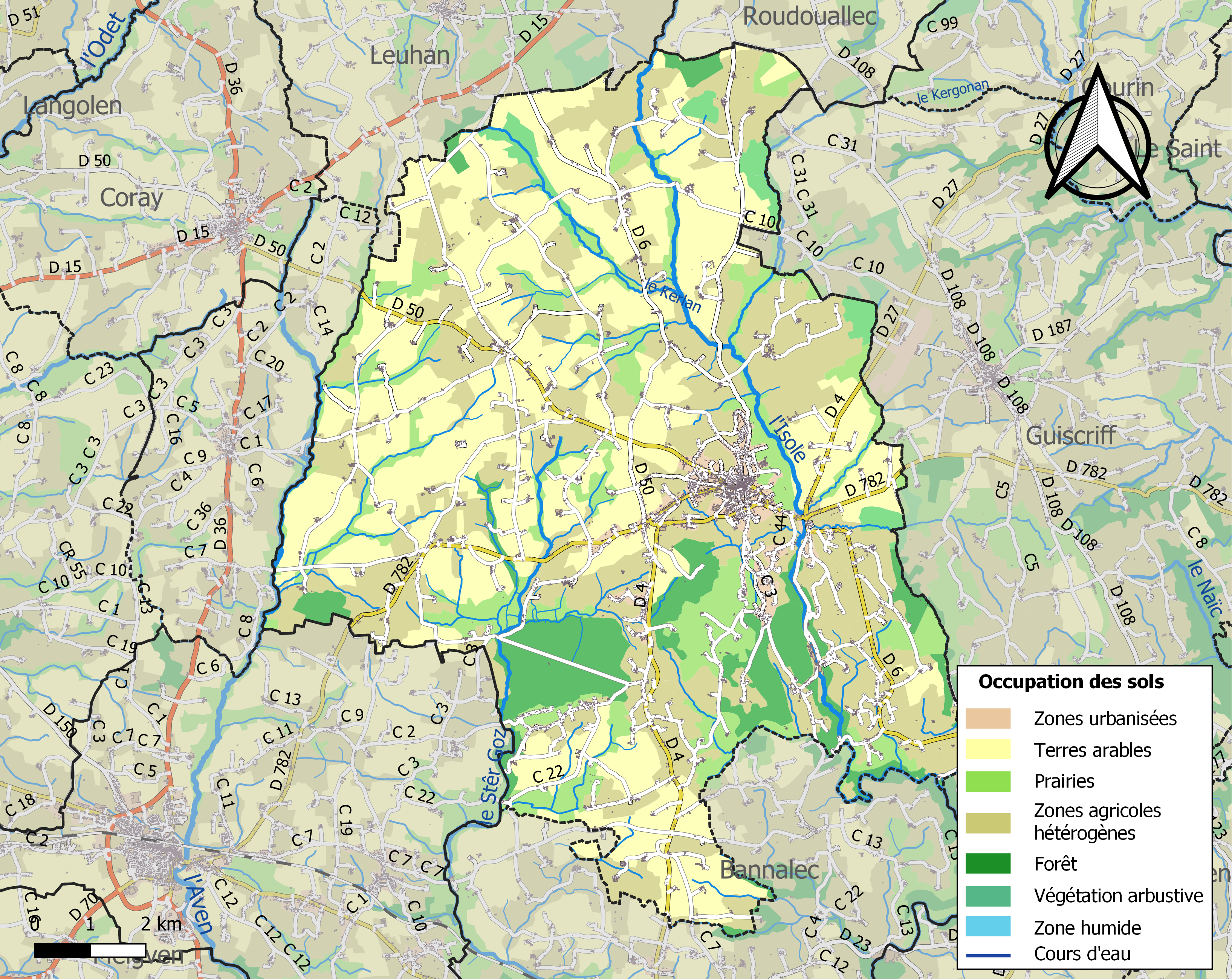
Carte des infrastructures et de l'occupation des sols de la commune en 2018 (CLC).

Le tableau ci-dessous présente l'occupation des sols détaillée de la commune en 2018, telle qu'elle ressort de la base de données européenne d'occupation biophysique des sols Corine Land Cover (CLC).
| Type d'occupation                                                                   | Pourcentage | Superficie (en hectares) |
| ----------------------------------------------------------------------------------- | ----------- | ------------------------ |
| Tissu urbain discontinu                                                             | 3,1 %       | 364                      |
| Terres arables hors périmètres d'irrigation                                         | 37,0 %      | 4358                     |
| Prairies et autres surfaces toujours en herbe                                       | 13,3 %      | 1561                     |
| Systèmes culturaux et parcellaires complexes                                        | 29,8 %      | 3512                     |
| Surfaces essentiellement agricoles interrompues par des espaces naturels importants | 6,4 %       | 751                      |
| Forêts de feuillus                                                                  | 7,2 %       | 843                      |
| Forêts de conifères                                                                 | 0,2 %       | 22                       |
| Forêts mélangées                                                                    | 1,2 %       | 145                      |
| Landes et broussailles                                                              | 1,4 %       | 164                      |
| Forêt et végétation arbustive en mutation                                           | 0,4 %       | 51                       |
| Source : Corine Land Cover                                                          |             |                          |

## Toponymie
Le nom est attesté sous les formes Scathr en 1038 (cartulaire de l'abbaye de Landevennec);Scazre aux XIe et XIIe siècles; Scaezre au XVIe et XVIIe  puis Scaër au XVIIIe. La graphie bretonne est Skaer.
Hervé Abalain explique ce toponyme par le vieux norrois skarð au sens de « faille » ou « crevasse ». Skarð possède effectivement ces significations, ainsi que celles de « gouffre, défilé, etc » et remonte au proto-germanique tout comme le mot apparenté écharde (ancien français escharde, escherde). Cependant, il faut préalablement supposer une métathèse de /r/ : *Skarð > Scathr, aucune des formes anciennes n'allant précisément dans ce sens (voir supra). De plus, il n'existe aucun toponyme scandinave, d'étymologie assurée en Bretagne.
Une récente hypothèse privilégie une origine latine cohérente avec l'Histoire et la topographie : Scathr serait issu du latin scaturex, -igis (scătūrex) « source abondante », « eau qui jaillit du sol » faisant référence à la Vieille source ou Fontaine Sainte Candide, décrite comme la Merveille de Scaër par Jacques Cambry en 1794.

## Histoire

### Période néolithique
Le menhir Saint Jean atteste d'une occupation humaine très ancienne du territoire, dès le Néolithique. Haut de 8,30 mètres, il est classé dixième plus haut menhir de France. Aujourd'hui isolé, ce menhir faisait partie autrefois d'un ensemble mégalithique s'étendant probablement jusqu'au village de Neuziou. La trace de cet ensemble est encore attestée par la présence de grandes pierres affleurant le sol. Un deuxième menhir long de 6 mètres est couché à 150 mètres du premier. En 1907 Paul du Châtellier signalait l'existence, à proximité, d'un troisième monolithe et d'un dolmen aujourd'hui disparus.

### Âge du bronze

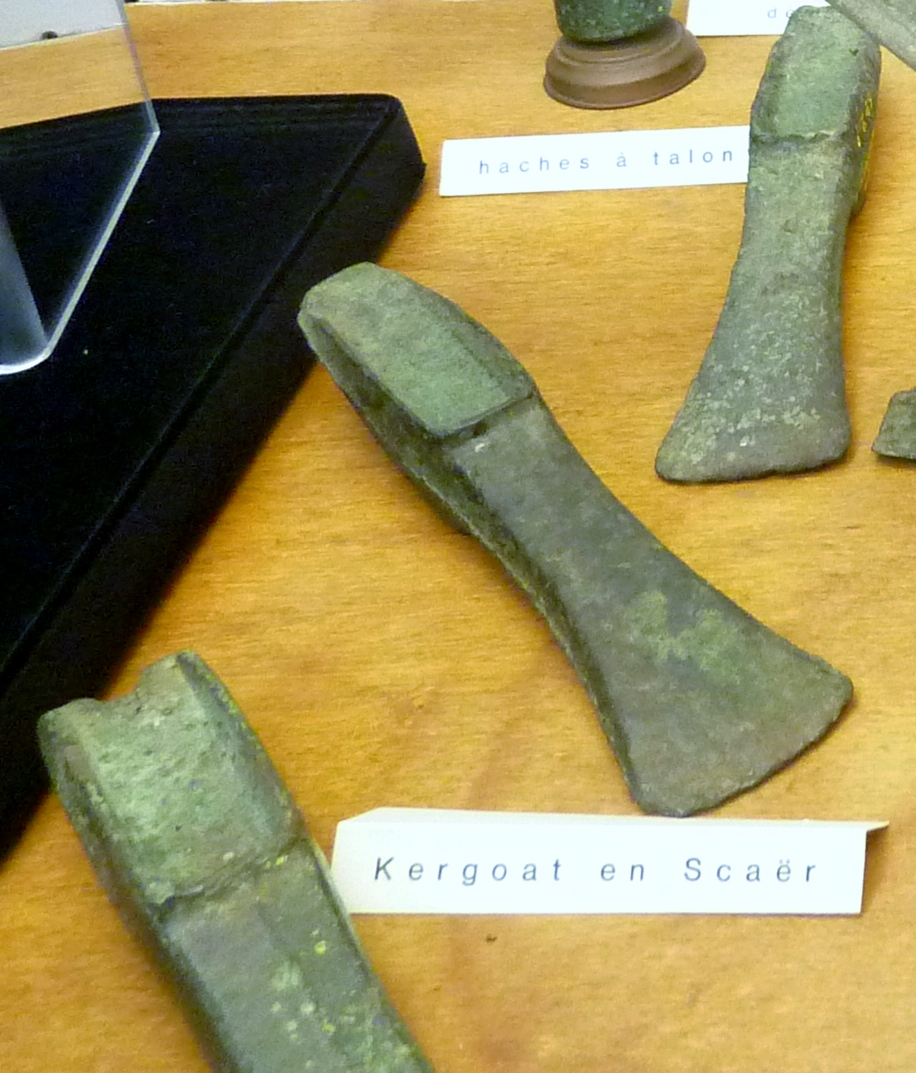
Haches à talon du dépôt de Kergoat en Scaër (Musée de la préhistoire finistérienne de Penmarc'h).

Un dépôt de trois haches à talon a été trouvé en 1962 à Kergoat  et un autre dépôt de huit haches à talon datant de l'âge du bronze moyen a été découvert en 1988 au lieu-dit Kerbuzare.

### Période gallo-romaine
La présence gallo-romaine est attestée à Scaër par la trouvaille en 1886 de pièces romaines.

### Du Moyen Âge à l'époque moderne

#### Le Haut Moyen Âge
Selon Arthur de la Borderie, citant le cartulaire de Landévennec, vers le VIe siècle, un moine ou ermite disciple de saint Guénolé « nommé Ratian ou Ratian, à la fois barde et prêtre (...) semble avoir évangélisé toute la région comprise de Langolen au Faouët, et notamment les paroisses de Tourch, de Corai et de Scaër ; il habitait, sur le territoire de cette dernière, un petit monastère appelé de son nom Lan-Ratian [Larragen de nos jours], et avait pour compagnon, au moins pour voisin, le pieux Tanvoud, émule de ses vertus et de ses travaux ».

#### Seigneuries et maisons nobles
Les principales seigneuries à se partager les terres de Scaër étaient celle de Quimerch dont le siège était situé au bourg de Bannalec, celle de Coatconq dont le siège était situé à Beuzec-Conq, celle du Hénant dont le siège était à Riec, celle de Kervégant et Trévalot dont le siège était au bourg de Scaër. Ces seigneuries disposaient du droit de haute, moyenne et basse justice. La petite seigneurie de Ty Moter, dont le siège était également situé à Scaër, ne disposait que du droit de moyenne et basse justice. La seigneurie de Kervégant et Trévalot provenait de l'union en 1665 de la seigneurie de Kervégant avec celle de Trévalot.

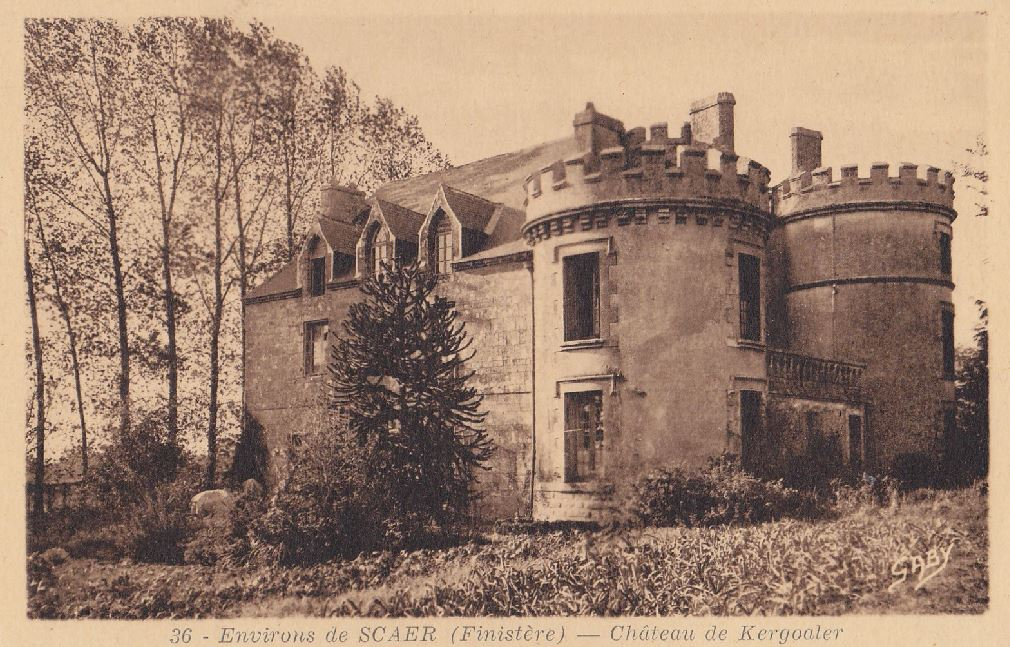
Le château de Kergoaler, berceau de la famille du Couëdic

blason de la famille du Couëdic

La paroisse de Scaër est le berceau de la famille du Couëdic, une des familles les plus illustres de Bretagne. Le membre le plus célèbre de cette famille est certainement Charles Louis du Couëdic, capitaine des vaisseaux du roi, qui s'illustra en tant que commandant de La Surveillante lors du combat du 7 octobre 1779 que livra la frégate au HMS Québec au large de l'île d'Ouessant. Un autre membre de cette famille, Jean François du Couëdic de Kerbleizec, issu d'une branche cadette, eu un destin moins glorieux. Il fut exécuté place du Bouffay à Nantes le 26 mars 1720 pour avoir conspiré avec d'autres gentilshommes bretons contre le roi. Cette famille a possédé de toute ancienneté dans la paroisse de Scaër la terre de Coadigou qui lui a donné son nom (Coadgou est la forme pluriel de Coadic qui signifie petit bois en breton) et le manoir de Kergoaler dont elle a fait son lieu de résidence principale. Elle est connue depuis l'année 1185. Cette année-là un Guillaume du Couëdic assiste à l'assise du comte Geoffroy. Ce même Guillaume du Couëdic fit donation en 1195 à l'abbaye de Quimperlé pour le repos de l'âme d'Yvon du Couëdic et de Matheline de La Feuillée ses père et mère. Un Henri du Couëdic conclut un contrat d'affrètement d'une nymphe à Chypre pour participer en 1249 à la septième croisade avec Saint Louis. La famille du Couëdic figura de 1426 à 1535 aux différentes montres et réformations de Cornouaille : Raoul du Couëdic et Havoise Floch sa mère à la réformation de 1427, François du Couëdic à la montre de Cornouaille en 1481 où il comparait en archer en brigandine, Jacques du Couëdic à la réformation de 1535 et Olivier du Couëdic à la montre de Cornouaille de 1562 où il dit faire corselet. Les du Couëdic avaient pour armes : d'argent à une branche de chataîgner de sinople, chargée de trois feuilles d'azur. Leurs armes sont visibles sur un pilier du chœur et à l'extérieur de la chapelle de Coadry. Le logis de l'actuel château de Kergoaler a été construit en 1718 par Jean Corentin du Couëdic de Kergoaler. Deux tours circulaires crénelées ont été ajoutées au XIXe siècle.

#### XVesiècle
En 1457, Arthur III, connétable de Richemont, devient duc de Bretagne. Comme il devait se rendre à Tours pour offrir son hommage au roi de France, Charles VII, son suzerain, il voulut donner à la cour, le spectacle d'un grand « bouhourdeix » (tournoi de chevaliers). Il demanda au baron de Quimerc'h, en Bannalec, de chercher dans sa région et de lui amener les meilleurs lutteurs. Le vieux connétable ne connaissait pas en Bretagne, disait-il, pour les opposer aux Français, de plus solides gourenieren (lutteurs de gouren lutte bretonne) que ceux de Rosporden et de Scaër.

#### XVIesiècle
Selon la tradition la forêt de Coat-Loc'h aurait été entièrement plantée à la fin du Moyen Âge sur ordre d'Anne de Bretagne pour qui elle serait devenue un rendez-vous de chasse.

#### XVIIesiècle
1675 : Révolte des Bonnets rouges. Des habitants de la paroisse participent au pillage le 11 juillet 1675 et les jours qui suivent du château de Kergoet en Saint-Hernin propriété du sieur Le Moyne de Trévigny. Scaër figure parmi les 17 paroisses qui doivent verser 50 000 £ en dédommagements au propriétaire du lieu : Scaër est imposée à hauteur de 2 000 livres.

#### XVIIIesiècle
Le dictionnaire d'Ogée, paru en 1778, donne une population de 3 800 communiants pour la paroisse de Scaër. En 1779, une épidémie de dysenterie, qui sévit dans la région, décime entre juillet et septembre environ 350 personnes soit 10 % de la population de la paroisse.
1795 : Passage de Jacques Cambry à Scaër qui laisse un témoignage assez complet mais pas toujours très complaisant sur le Scaër d'antan dans son ouvrage Voyage dans le Finistère. En voici deux brefs passages, le premier est relatif aux principales occupations des hommes et le second à l'état du bourg :

« Le pays en général est mal peuplé ; des échanges répétés de grains, de bestiaux, et de denrées de toute espèce, eau-de-vie, vins, etc. en font subsister les habitants ; ils parcourent sans cesse les foires de Châteauneuf, du Faou, de Coray, du Faouët. Dans la commune de Scaer, peuplée de cinq cents hommes, on n'en compte que trois qui labourent la terre : Le reste agiote, commerce, est ouvrier, fait des sabots dans les forêts voisines ; il y a vingt-quatre auberges dans ce bourg. »

et

« De là, l'on aperçoit l'état déplorable des rues de Scaer ; une eau fétide, infecte et verte, se putréfie dans de sales rigoles. Dans le cœur de l'été même, une boue épaisse empêche de les traverser. L'hiver, ce bourg considérable, donne l'aspect d'un marais impraticable. Presque toutes les maisons de Scaër sont couvertes de paille, incommodes et mal fabriquées, avec les plus riches matériaux, les pierres les plus belles. »

Charbonniers et sabotiers étaient nombreux les siècles passés (jusque dans les premières décennies du XXe siècle) en forêt de Coatloc'h. Celle-ci avait été un rendez-vous de chasse de la duchesse Anne ; cette forêt était autrefois le parc du château de Coatloc'h (une motte castrale y existait dès l'an mil) ; des restes ruinés de l'ancien mur de clôture sont encore visibles par endroits.
Jacques Cambry décrit aussi la fontaine Sainte-Candide, qu'il qualifie de « merveille de Scaër », et les pratiques superstitieuses qui s'y déroulent : « Cette fontaine a soixante pieds de longueur, seize pieds de large et sept de profondeur : en hyver, en été, elle conserve la même quantité d'eau (...). Rien de limpide comme cette eau délicieuse ; mais les terres qui s'éboulent, les feuillages qui s'y corromptent en souillent la pureté ; il est indispensable de faire couvrir et le canal et la fontaine. (...) [L'eau] se rend dans la cuve de granit de quatre pieds (...). Elle est à fleur de terre, les animaux s'y désaltèrent, des femmes y lavent ; c'est la seule fontaine de Scaër. (...) Elle guérit la fièvre, le mal aux yeux, dénoue les enfants [les fait marcher]; une maladie de langueur, nommée "barat", résultat d'un sort jetté [jeté], qui conduit infailliblement à la mort, ne peut être détruite que par elle ; il n'est pas d'enfant qu'on ne trempe dans la fontaine de Sainte-Candide quelques jours après sa naissance, il vivra s'il étend les pieds, il mourra dans peu, s'il les retire ».

### Révolution française
Le cahier de doléances de Scaër fut rédigé le 4 avril 1789 dans la sacristie de l'église paroissiale sous la présidence de Marc-Antoine-Joseph Le Guernalec, sieur de Keransquer et avocat au Parlement de Bretagne. Celui-ci, et un négociant, Guéguen, ainsi qu'Yves Postic (syndic des grands chemins) et Alain Le Fur, furent désignés pour représenter Scaër à l'assemblée de la sénéchaussée.
Les habitants de Scaër refusèrent de payer les contributions [impôts] et une véritable insurrection éclata le 27 août 1792 lorsqu'il s'agit de fournir 27 "volontaires" réclamés par le département pour le service des batteries côtières de Brest et des environs. Des commissaires envoyés à Scaër ne parvinrent pas à convaincre les habitants rassemblés devant l'église d'obéir aux ordres de l'Assemblée législative. « Ils nous appelèrent persécuteurs de prêtres, hommes sans religion, sans baptême et autres imbécillités, telles que des hommes bruts et irrités peuvent en prononcer. Vous avez mis le Roi en prison » assurèrent-ils. Finalement on ne trouva que trois "volontaires" et les habitants refusèrent le tirage au sort pour compléter l'effectif. Les commissaires accusèrent les habitants de Guiscriff d'avoir eu une mauvaise influence sur les Scaërois.

### XIXesiècle

#### Scaër au début duXIXesiècle

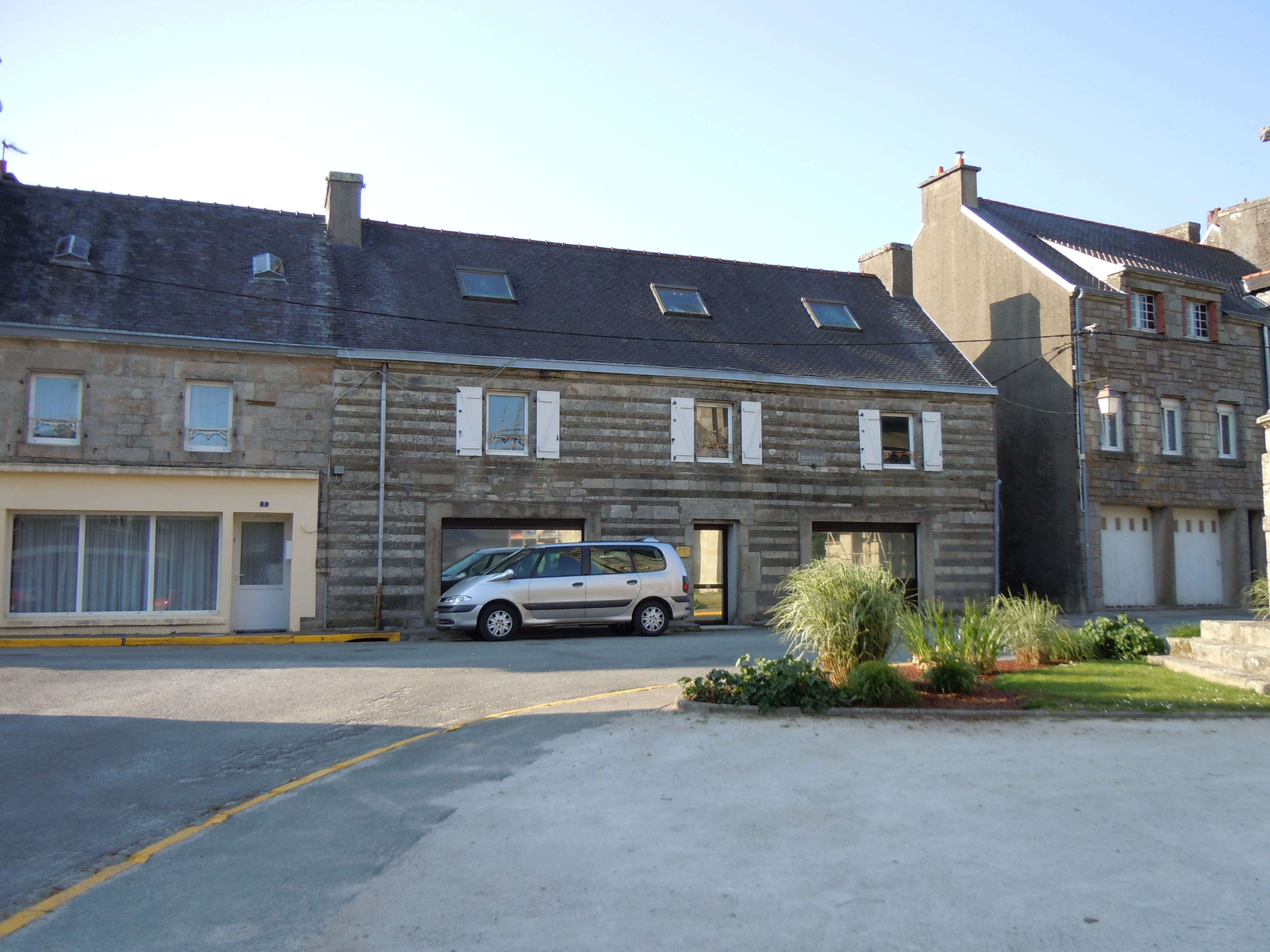
Maison, place de l'église, qu'habita le poète Brizeux. Les moellons de schiste y alternent avec le granite d'origine locale.

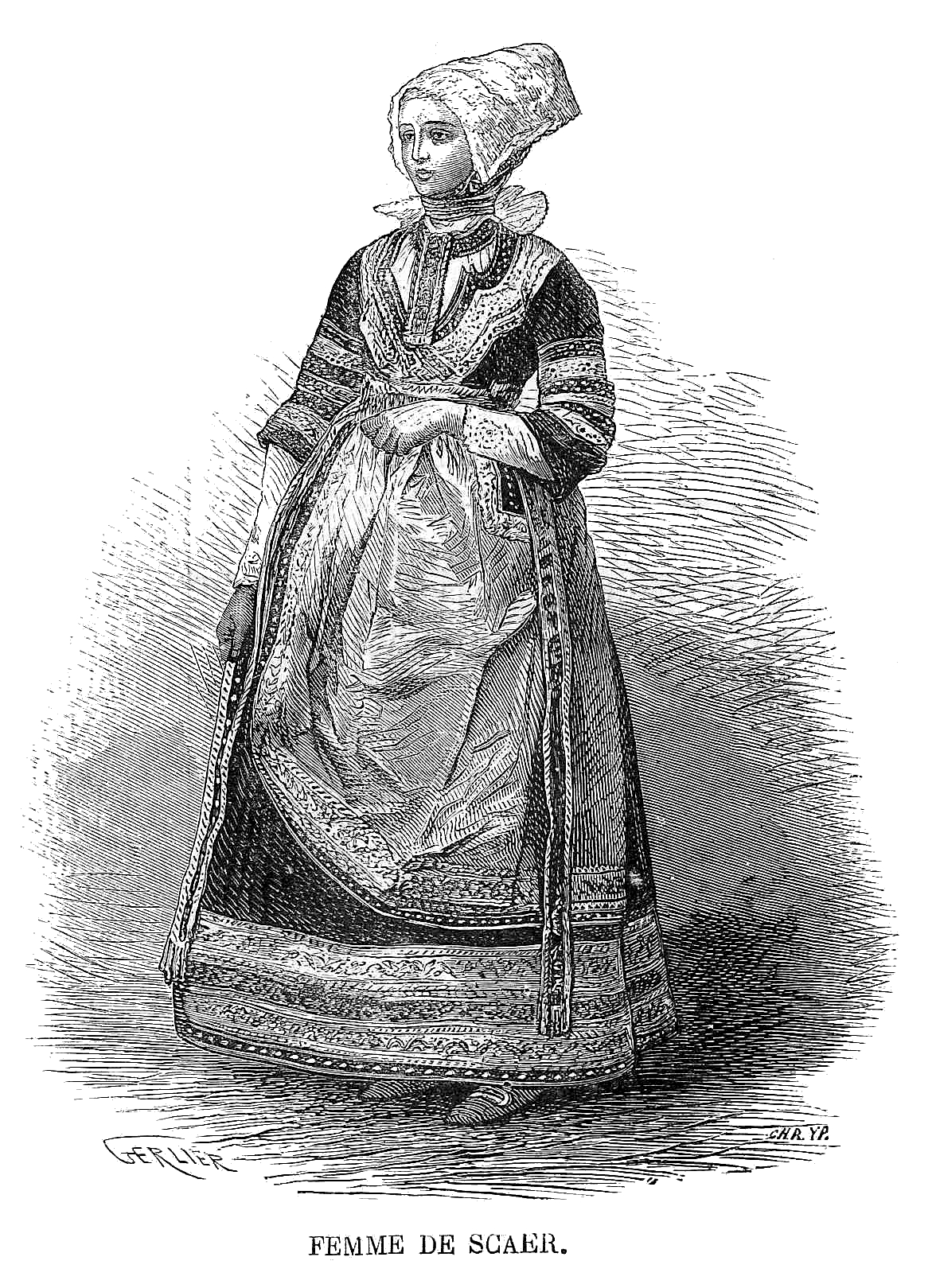
Femme de Scaër (Exposition universelle de 1867 illustrée).

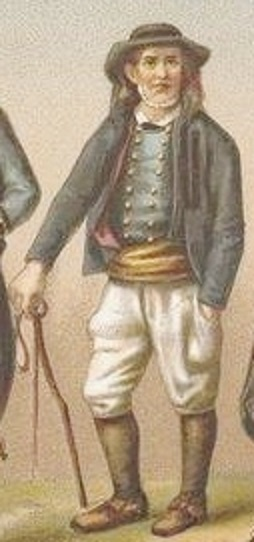
Montagnard des environs de Scaër (dessin d'Albert Racinet publié en 1888).

Au début du XIXe siècle, les landes et les friches occupaient la plus grande partie des terres. Celles-ci couvraient en effet une surface considérable : 6 178 hectares (soit 52 % de la superficie de la commune). Les terres labourables ne couvraient qu'une surface de 3 705 hectares et les prés et pâturages de 773 hectares. Les bois couvraient une surface de 322 hectares. Ce dernier chiffre n'incluait pas les 314 hectares de la forêt de Coatloch qui étaient enregistrés au cadastre dans les contenances non imposables car il s'agissait d'une forêt d'état.
Dix-neuf moulins à eau étaient alors en activité dont les moulins de Cascadec, de Coatforn, de Kerandréau, de Kergoaler, de Kerry, de Kervégant, du Pont, de Tréganna, des Salles, de Rozos. La forêt de Cascadec était réduite à l'état de taillis en raison des nombreuses coupes qu'on y pratiquait. Le bourg de Scaër était un lieu de foire et de marché. Il s'y tenait huit foires par an.
Le recensement de la population de l'an VIII nous apprend les métiers exercés par la population masculine adulte de la commune, totalisant 913 individus. Les métiers en relation avec le travail de la terre sont très majoritairement représentés avec 460 cultivateurs, 130 aides cultivateurs et 71 journaliers. Les métiers liés au monde de la forêt sont aussi bien représentés avec 59 sabotiers, 6 charbonniers et un aide charbonnier, 2 scieurs de long et 2 gardes forestiers (ceux de la forêt de Coatloc'h). On compte également 26 meuniers et 5 garçons meuniers, 27 tisserands et un garçon tisserand, 11 charrons, 7 taillandiers, 7 débitants de cidre, 6 aubergistes, 5 charpentiers, 5 boulangers, 4 bouchers, 4 tonneliers, 4 menuisiers, 4 maréchaux-ferrants, 3 notaires, 1 juge de paix, 1 huissier, 1 chapelier et 2 garçons chapeliers, 1 serrurier, 1 cordonnier, 1 maçon, 4 marchands dont un de sabots, un de poissons et un de farine. Par contre il n'y a ni médecin ni instituteur.

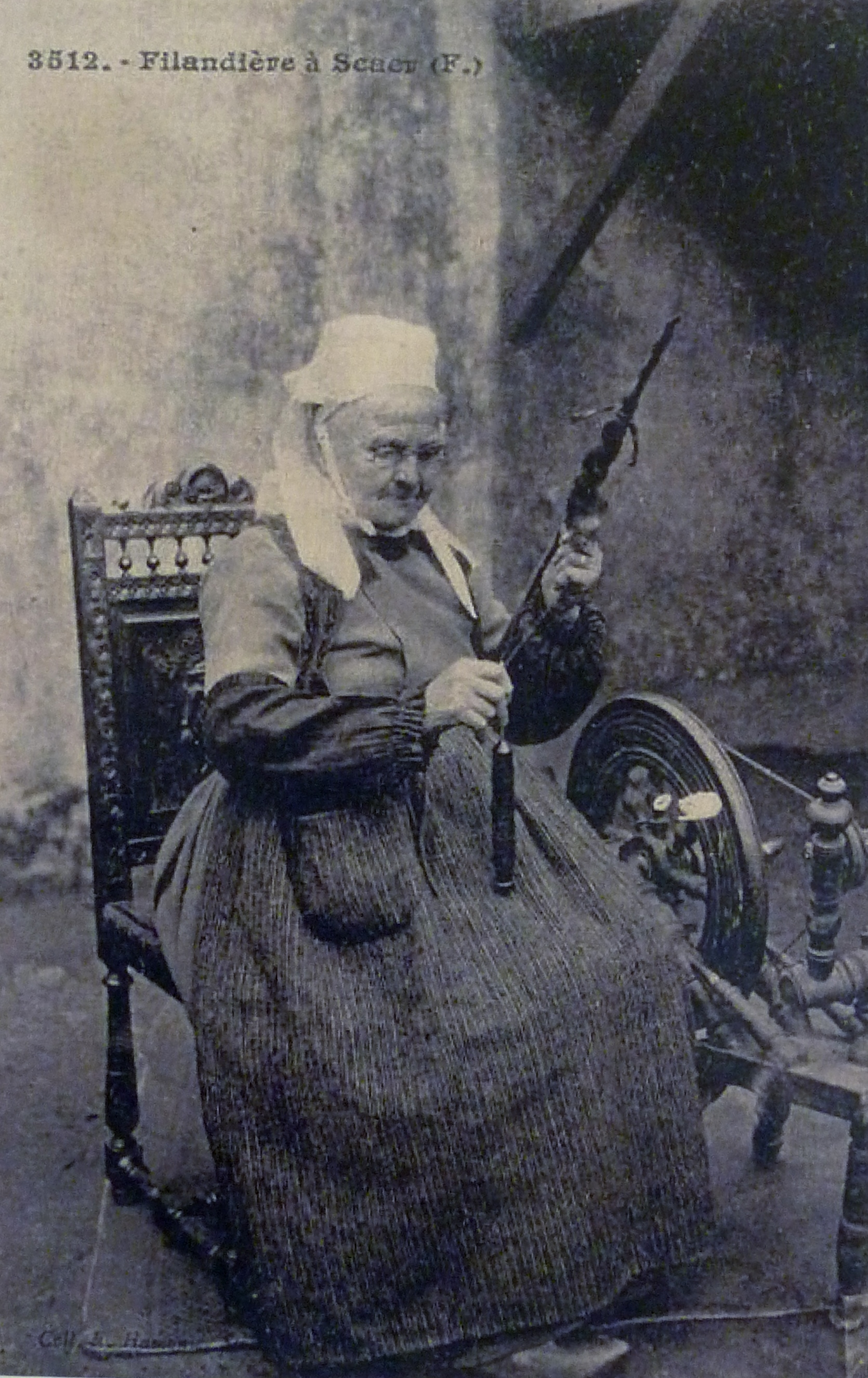
Filandière de Scaër au début du XXe siècle.
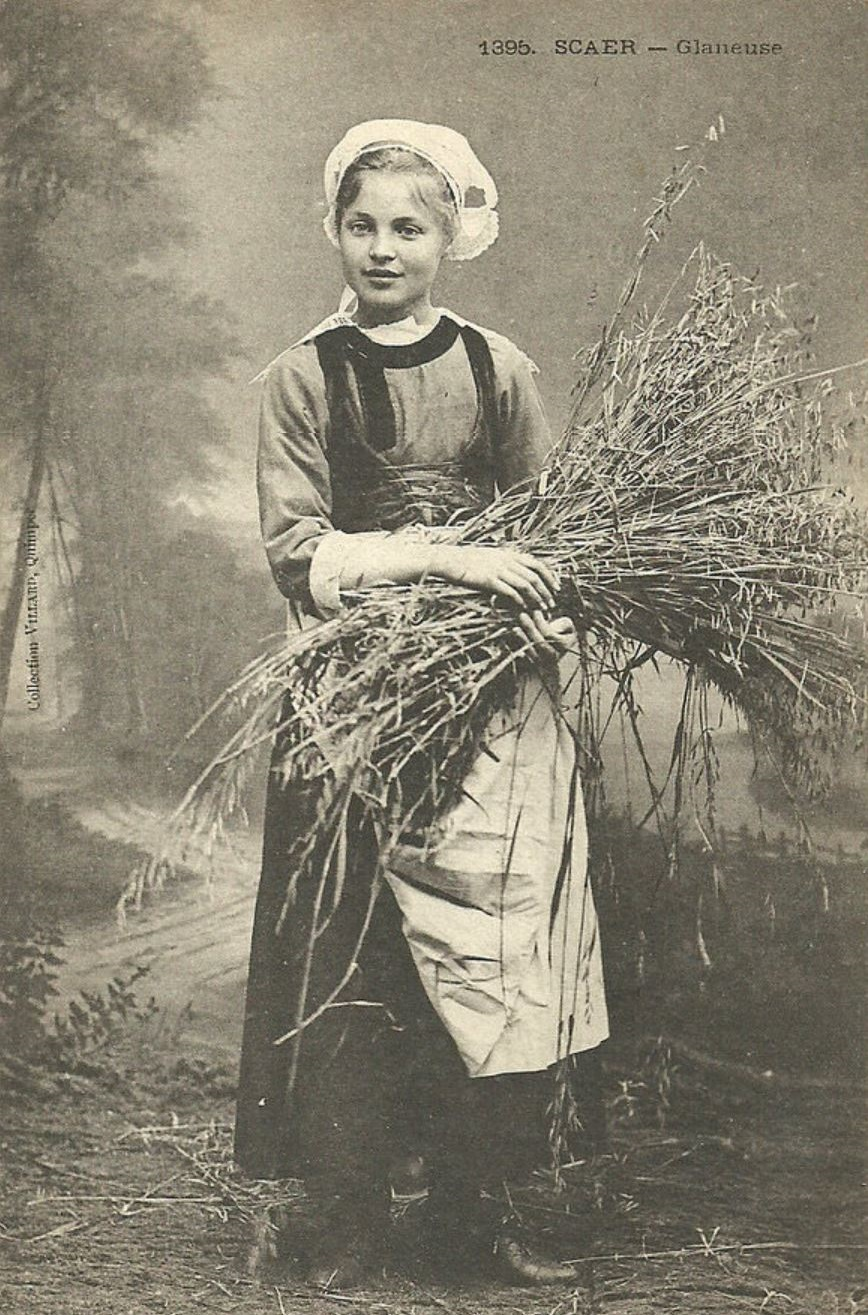
Glaneuse de Scaër au début du XXe siècle.
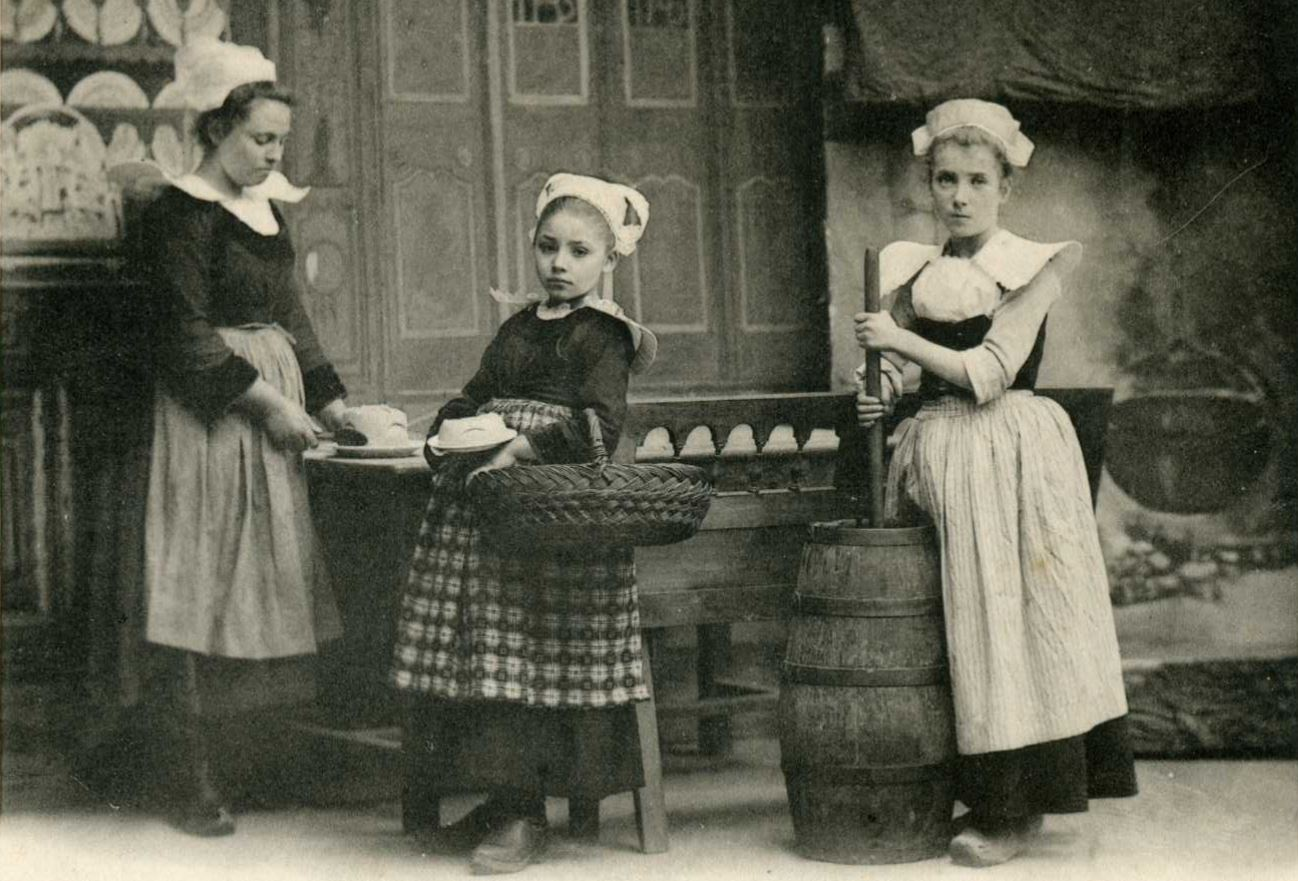
Fabrication du beurre à Scaër au début du XXe siècle.
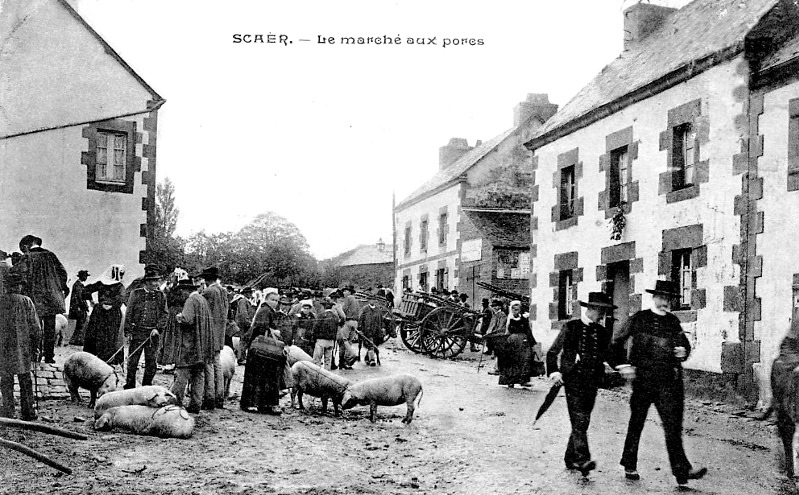
Scaër : le marché aux porcs au début du XXe siècle.

#### Les écoles de hameaux de Plascaër, Saint-Adrien et Saint-Paul
Selon un document déposé au Corps législatif 405 des 432 conscrits de Scaër pour la période allant de 1858 à 1867 ne savaient ni lire ni écrire.
Fin XIXe la construction de 67 écoles de hameaux a été autorisée dans le Finistère par deux décrets :
- Le décret du 25 octobre 1881 qui a délégué une subvention pour 18 écoles de hameaux sur l'arrondissement de Quimperlé ; toutes ont été bâties dont 3 à Scaër (Plascaër, Saint-Adrien et Saint-Paul).
- Le décret du 14 mars 1882 qui a délégué une subvention pour 50 écoles de hameaux sur les quatre autres arrondissements du département (Brest, Châteaulin, Morlaix, Quimper) à choisir dans les communes « dont le territoire est le plus étendu et les ressources les plus restreintes » ; 49 ont été bâties[52].

#### Les autres événements duXIXesiècle

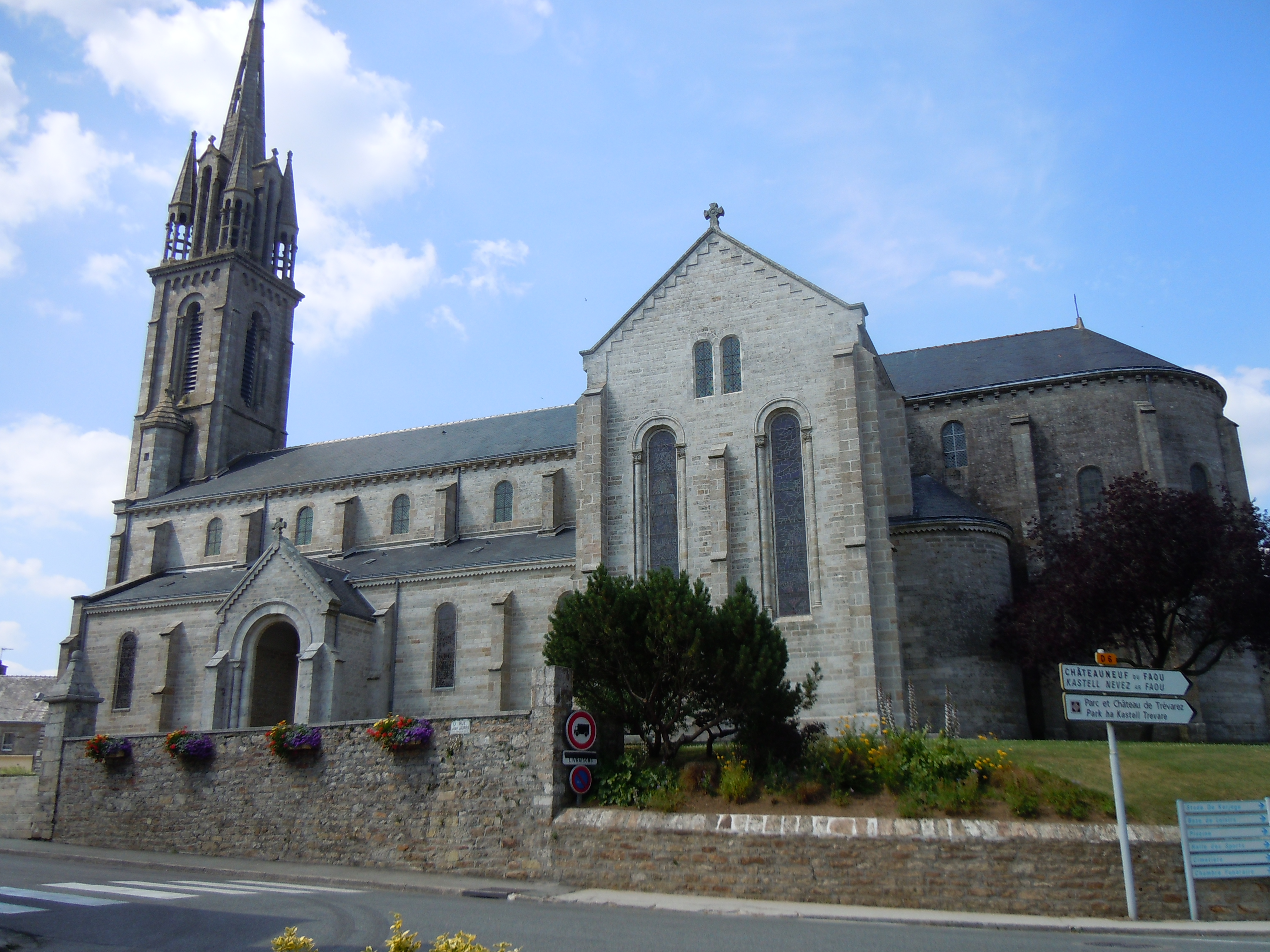
L'église de style néo-roman de Scaër (date du début des travaux 1875).

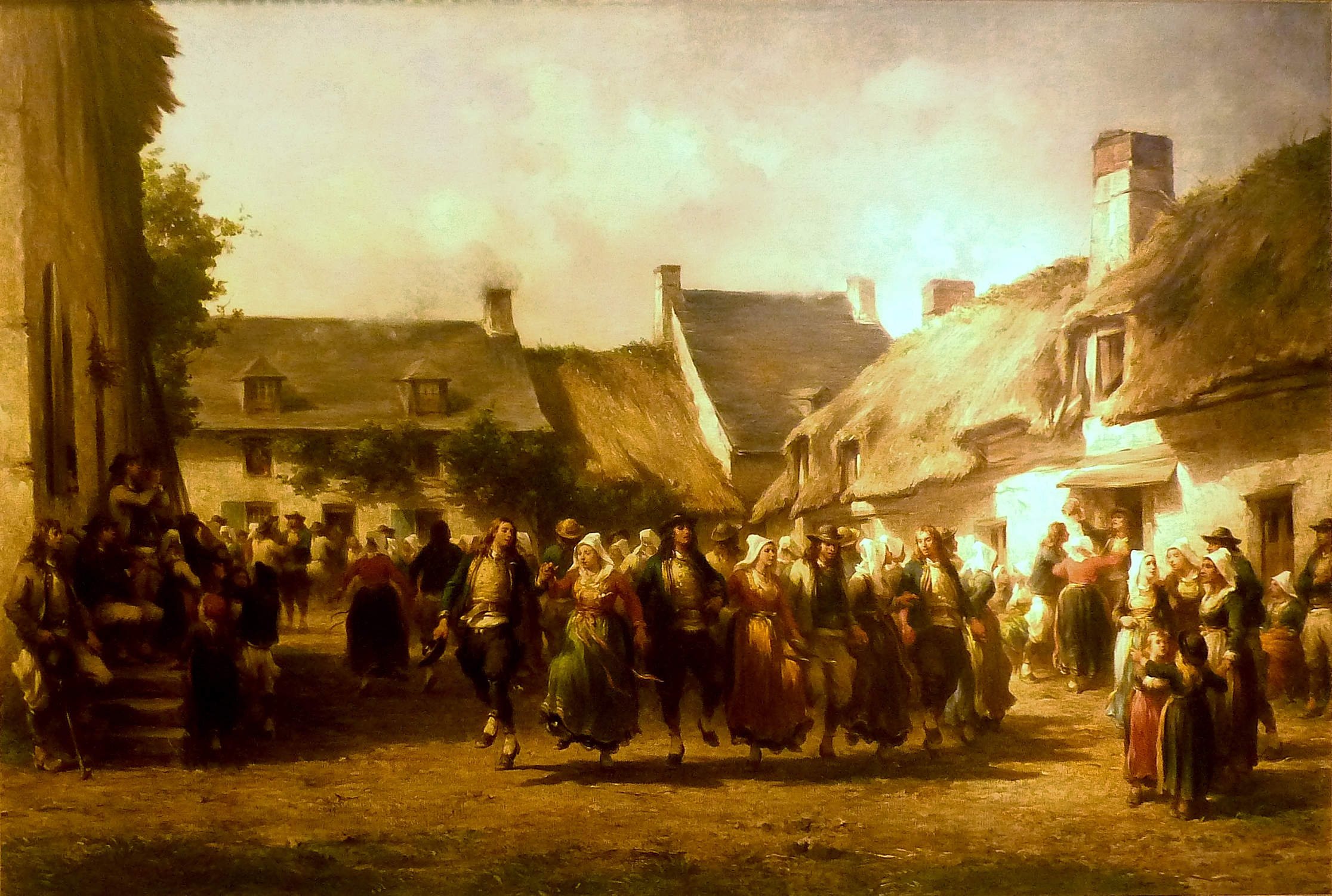
Adolphe Pierre Leleux : Une noce en Bretagne [région de Scaër] (1863, musée des beaux-arts de Quimper).

Entre 1830 et 1850, le poète Auguste Brizeux effectue de fréquents séjours à Scaër. Il réside le plus souvent à l'hôtel mais il loue également pendant deux ans une vieille maison située place de l'Église.
Marie-Louise David, 22 ans, une jeune femme célibataire, après un déni de grossesse, tua et brûla le corps de son enfant nouveau-né le 6 mars 1864 à l'instigation de sa mère Henriette David, née Calvary, veuve, furieuse de cette grossesse car elles partageaient le même amant Jacques Daniélou, lequel fut innocenté. Le 9 juillet 1864, la Cour d'assises du Finistère condamna Marie-Louise David à dix ans de travaux forcés et sa mère à 15 ans de la même peine.

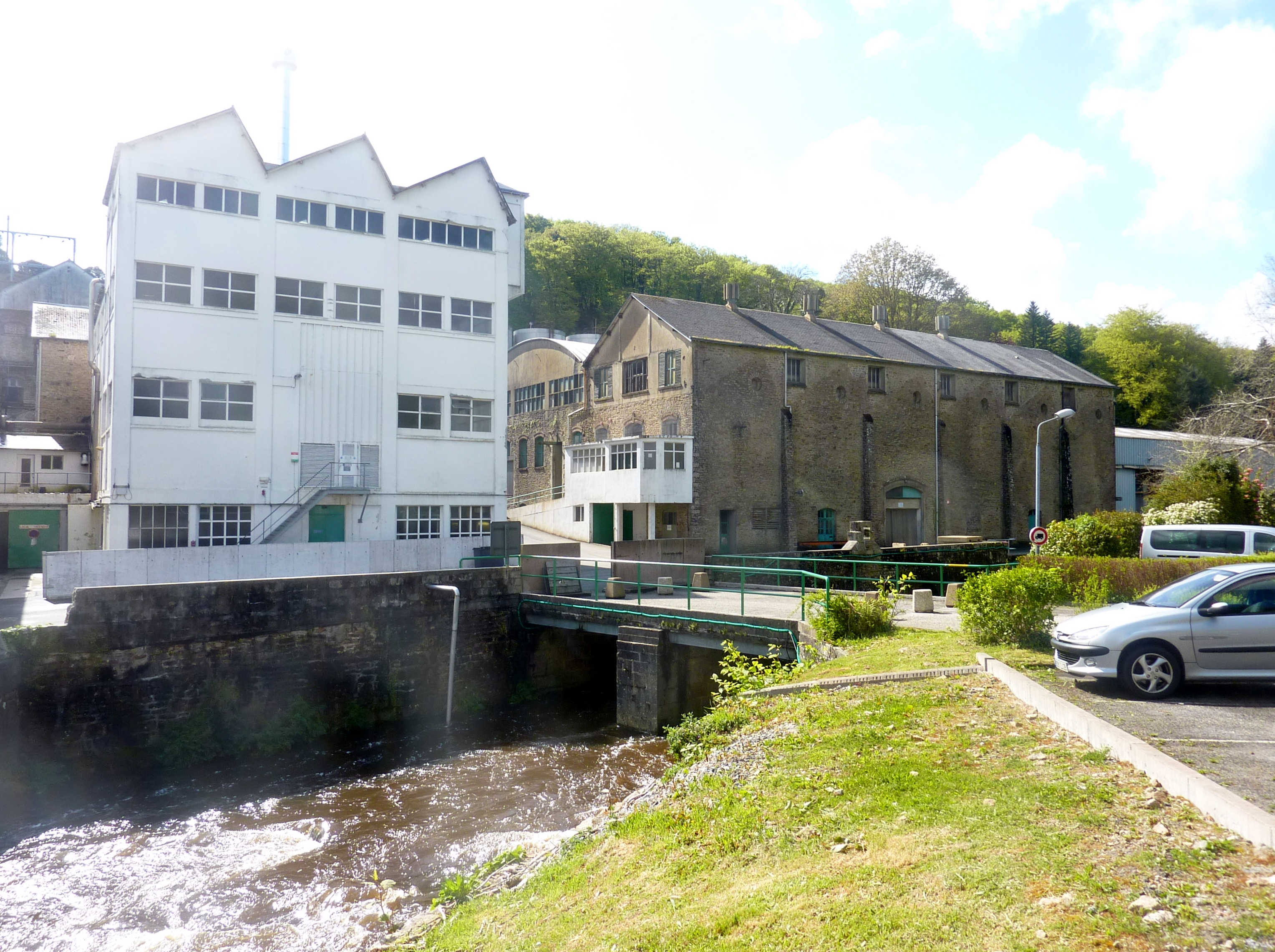
La papeterie de Cascadec.

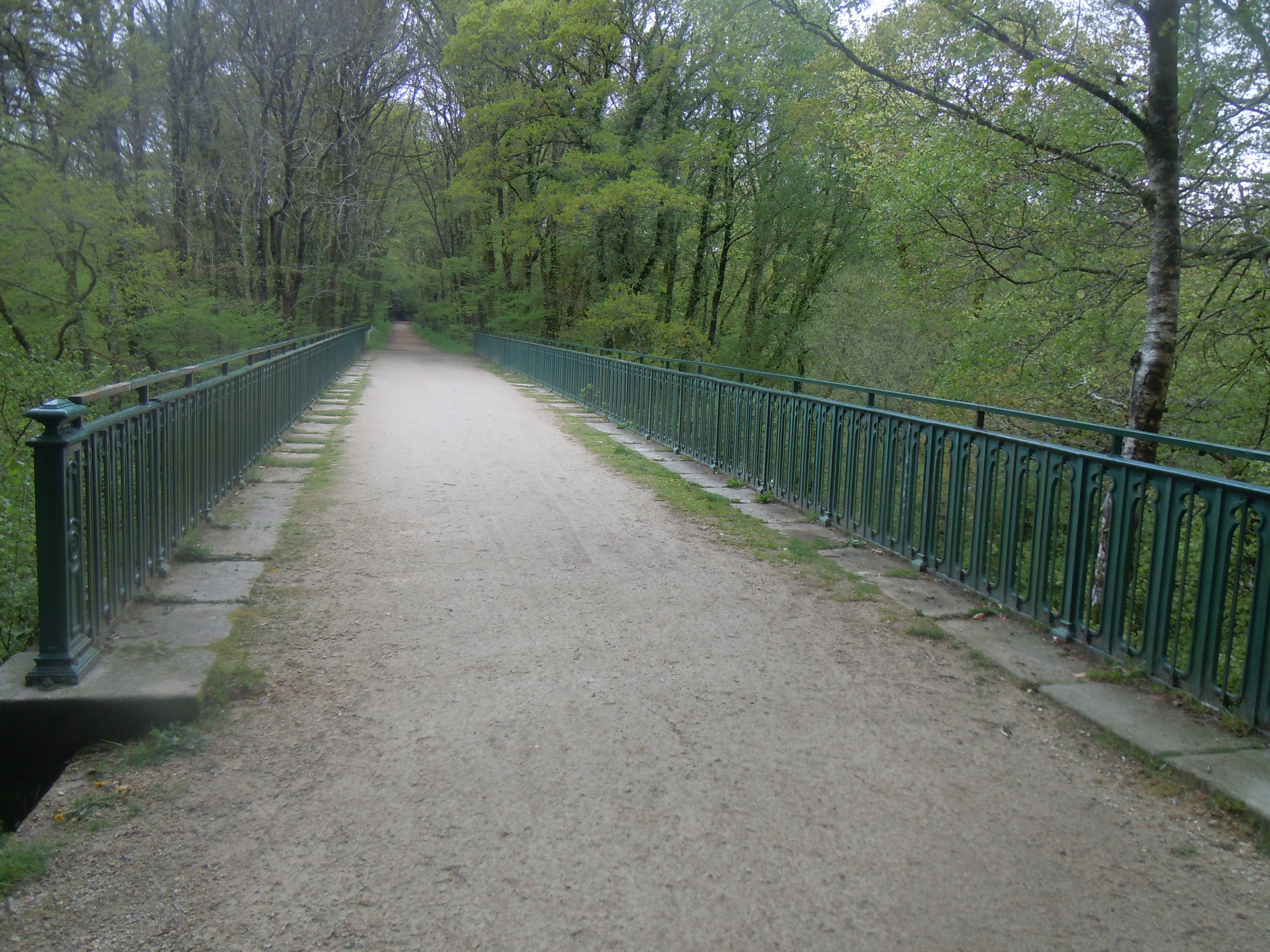
Le pont de Kerninon, de style Art nouveau.

Le moulin de Cascadec, ancien moulin à farine, se spécialisa au XIXe siècle sous l'impulsion des papetiers Faugeyroux dans la fabrication de papier. En 1893, l'industriel Jean-René Bolloré loue le moulin de Cascadec. Il le transforme en usine de fabrication de papier à cigarettes, vendu sous la marque OCB. L'usine compte à son apogée en 1947 jusqu'à mille employés et fabrique également du papier bible et des cahiers. Les papeteries de Cascadec se sont plus tard reconverti dans la production de sachets de thé et de films pour condensateurs, et sont désormais la propriété du groupe américain Glatfelter.
Entre 1880 et 1890 un escroc se disant argentin berna environ un millier de malheureux candidats à l'émigration dans la région de Scaër, Coray et Elliant, parvenant à leur soutirer de l'argent avant de disparaître. Malgré cela, en 1888-1889 environ un millier de déshérités de cette région des Montagnes Noires émigrèrent vers l'Argentine où ils se retrouvèrent abandonnés et vite sans le sou, n'obtenant pas les concessions qui leur avaient été promises dans la région de Rosario.
En 1896 est mise en service la nouvelle ligne de chemin de fer à voie métrique du Réseau breton de Carhaix à Rosporden passant par Scaër et contribuant au désenclavement de la commune. Celle-ci comportait deux arrêts ; un au bourg et un autre aux abords de la forêt de Coatloc'h où étaient déchargées les billes de bois provenant de l'exploitation forestière. La construction de la ligne nécessite la réalisation d'ouvrages d'art tel que le pont de Kerninon franchissant la vallée de l'Isole à la sortie du bourg de Scaër dont l'architecture rappelle le style Art nouveau.

#### La démolition de l'ancienne église Sainte Candide et le transfert du cimetière et du clocher

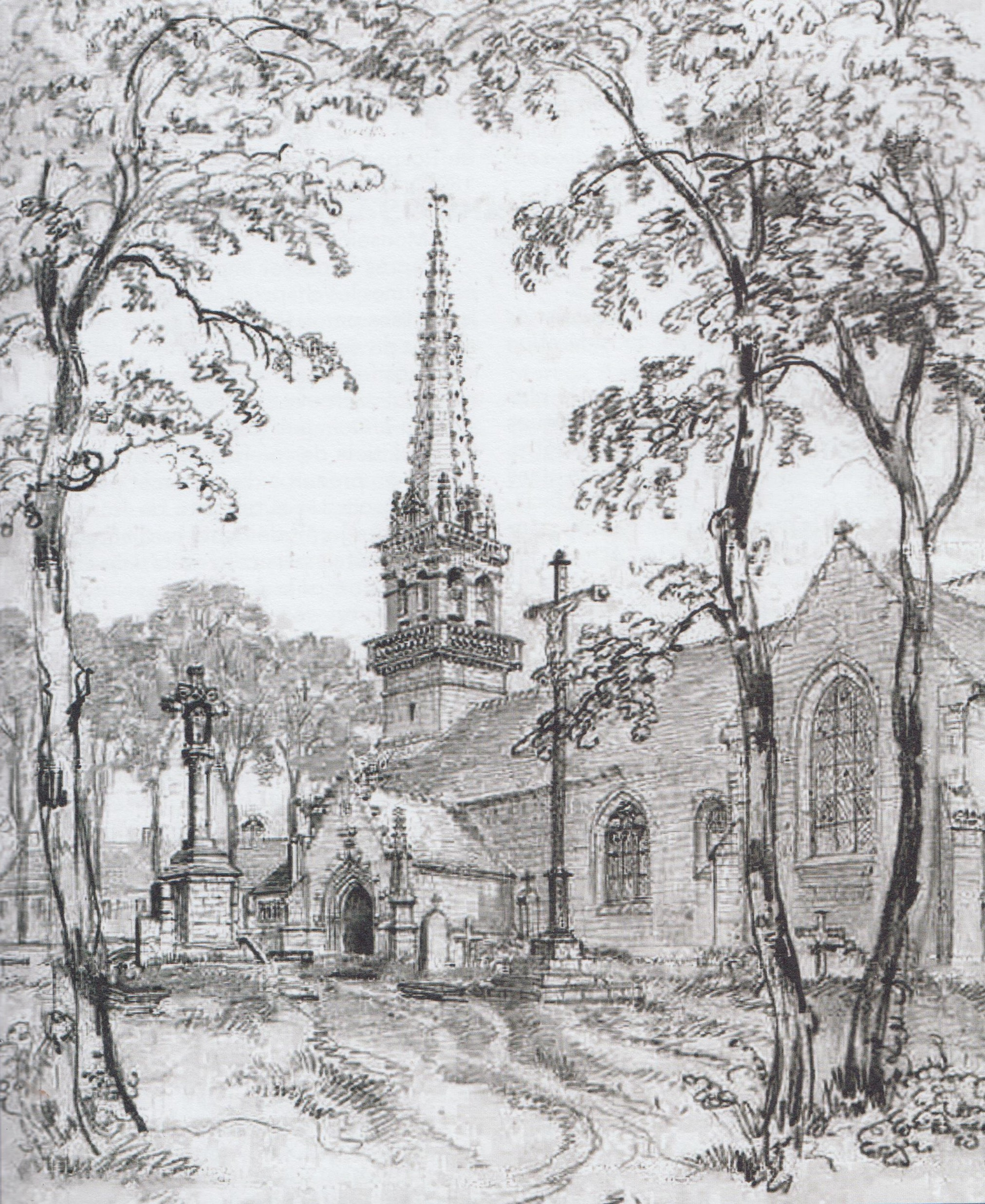
L'ancienne église Sainte Candide, son cimetière et ses deux calvaires (1884).

En 1873, le curé de Scaër, un dénommé Billon, décida contre l'avis général de ses paroissiens, de démolir la vieille église romane située dans le bourg, qu'il jugeait trop vétuste et devenu trop petite pour accueillir la foule grandissante des fidèles. L'église abritait une nef et de nombreux éléments romans du XIe siècle et du XIIe siècle. L'architecte diocésain Joseph Bigot, chargé de construire la nouvelle église avait tenté toutefois de s'opposer à la volonté farouche du curé de faire table rase de l'ancien édifice mais ce dernier eut gain de cause. À la faveur de la nuit, il fit enlever les tombes et ossements qui entravaient le commencement des travaux. Une église de style néo-roman vit donc le jour en lieu et place de l'ancien édifice. Le cimetière qui enserrait l'église fut transféré route de Roudouallec. L'ancienne flèche et l'ancienne chambre des cloches furent démontés pour être remontés sur la tour de l'église de Guiscriff. Le clocher de l'église de Guiscriff était en effet jugé petit et misérable par les Guiscrivites et ceux-ci songeaient déjà à le remplacer depuis un certain temps. Ils estimèrent que cette nouvelle flèche serait d'un excellent effet sur la tour de Guiscriff.

#### Un centre d'ébénisterie
Scaër fut un centre d'ébénisterie qui fabriqua des meubles bretons vendus à la fin du XIXe siècle dans toute la région et même dans les grands magasins parisiens. Les sculpteurs sur bois de Scaër avaient une renommée séculaire.

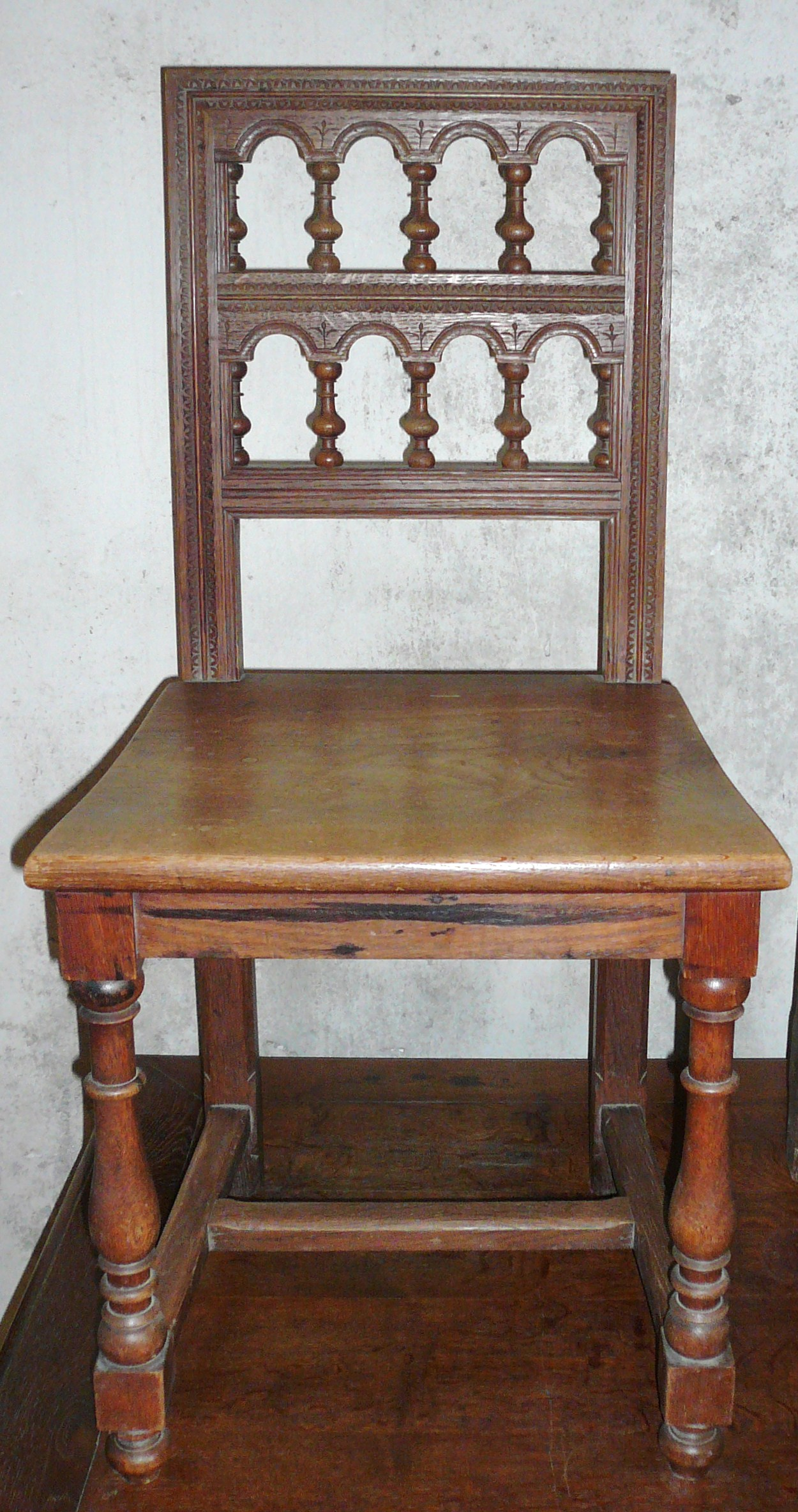
Une chaise fabriquée à Scaër pour le château de Trévarez.

#### L'émigration vers la fin duXIXesiècle

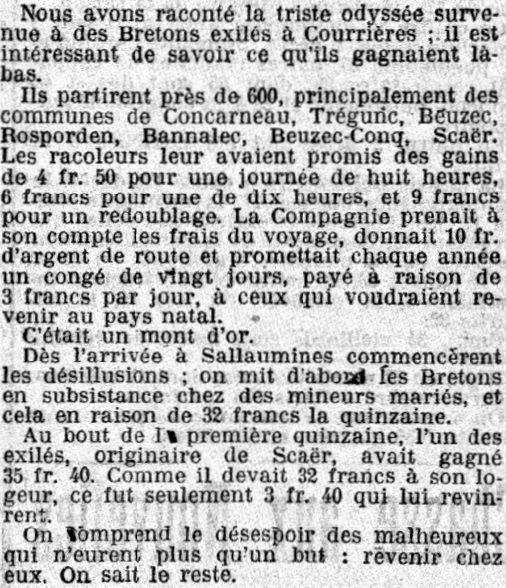
Un exemple d'émigration de Bretons de la région de Scaër vers les mines de charbon du Nord de la France, évoquée à la suite de la catastrophe de Courrières.

Entre 1888 et 1890 près de 1 000 personnes originaires de la région d'Elliant, Scaër, Coray, Roudouallec et Le Faouët émigrèrent en Argentine (44 000 français en tout émigrèrent vers l'Argentine pendant ces années).
D'autres émigrèrent en Amérique du Nord, par exemple Jérôme Riou, émigre en 1908 aux États-Unis, mais revint combattre pour la France pendant la Première Guerre mondiale (soldat au 44e régiment d'infanterie coloniale) et son épouse Gabrielle Fléouter ainsi que leur fille Louise Riou, alors âgée de 1 an, laquelle fit une petite carrière cinématographique à Hollywood dans la décennie 1920.

#### L'affaire des Sœurs en 1884-1885
Deux Sœurs du Saint-Esprit, arrivées à Scaër en 1854 à la demande du maire pour soigner les malades indigents ("Sœurs de charité") furent poursuivies en 1884 à la demande d'un médecin venant de s'installer dans la commune, le docteur Jules Nau, pour exercice illégal de la médecine ; soutenues par la population, la plainte fut finalement classée sans suite par le procureur de Quimperlé.

#### Un tournoi de lutte bretonne à Scaër en 1898

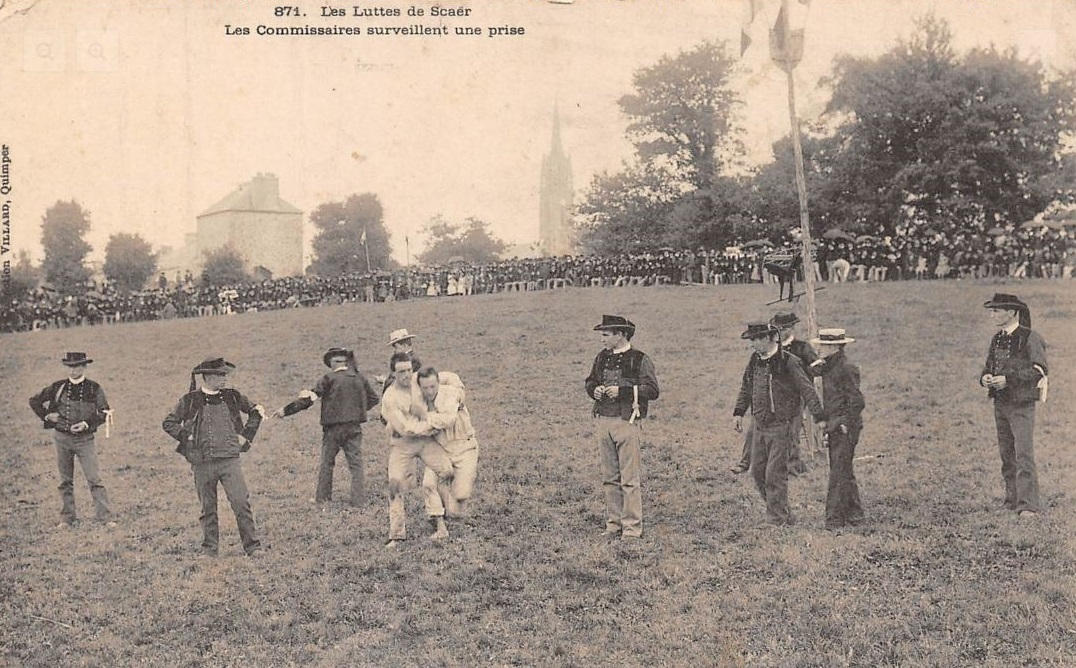
Les commissaires surveillent une prise. La scène se déroule au champ de lutte de Scaër vers 1900 (carte postale Villard).

Les luttes bretonnes organisées à Scaër en 1898 sont décrites dans un article de la revue A travers le monde :

« Sur la route départementale de Rosporden, soulevant un flot de poussière, une assez grande quantité de paysans et de paysannes se rendent à la fête. (...) Dans le village, une foule encore plus dense encombre la route qui en forme la principale rue. (...) Cependant les danses ont déjà commencé en pleine rue, dérangées à chaque instant par la bousculade des arrivants. Deux cabaretiers ont, devant leurs débits où le cidre coule à flots, installé chacun sur une estrade des ménétriers. Sur chaque estrade ils sont deux, l'un jouant du biniou, l'autre de la bombarde. (...). À quatre heures, tout le monde se rend dans la grande prairie où doivent avoir lieu les luttes. (...) Le jury, formé d'anciens du pays, experts dans l'art de la lutte, et de quelques personnages principaux, en tête desquels est le député de l'arrondissement, grand propriétaire local, vient se placer auprès des prix qu'il doit distribuer. Tout autour de la prairie, assise sur des bancs de bois ou debout, la foule s'est massée en ordre. (...) Les luttes commencent, ce sont des luttes à main plate, avec permission de pratiquer le croc-en-jambe, et les concurrents ne s'en privent pas. La plupart sont de tout jeunes gens, de dix-huit à vingt ans, des enfants de quinze ans même. Ils se dépouillent de leur veste, de leur gilet, de leur pantalon à pont. Vêtus d'un caleçon et de leur chemise, pieds nus sur le gazon, ils se tâtent, s'empoignent par les aisselles et cherchent à se renverser par adresse ou par surprise. Les adversaires étant souvent de force égale, la lutte dure longtemps, les chemises sont soumises à rude épreuve, malgré la solidité de la grosse toile paysanne dont elles sont faites. Au moment de la chute, le vaincu, très leste, se retourne comme une anguille sur le côté ; les épaules n'ayant pas touché terre, il faut alors recommencer. (...). »

Auguste Brizeux écrit en 1905 :
 À Scaër, le lendemain de la fête du Bourg

 Au bruit de la bombarde, au rappel du tambour,

 On vit, comme la mer, quand elle monte et houle,

 Dans un immense pré courir toute une foule,

 Et là, jeunes et vieus, hommes et femmes, tous,

 En cercle sur le pré, rangés à deux genous,

 D'autres, pendus au tronc des ormes et des frênes,

 Attendre les lutteurs dans ces vertes arênes.

 Les plus forts de Corre (Coray), du Faouët, de Kerien,

 Et ceux de Bannalec, et ceux de Saint-Urien

 Devaient se signaler à ces fameuses joutes,

 Les paroisses luttaient et se défiaient toutes. (...).
Un certain Postic, originaire de Scaër, remporta notamment à trois reprises, vers le milieu du XIXe siècle, le tournoi de luttes bretonnes lors du pardon de Rosporden.

### XXesiècle

#### La Belle Époque
En réponse à une enquête épiscopale organisée en 1902 par François-Virgile Dubillard, évêque de Quimper et de Léon en raison de la politique alors menée par le gouvernement d'Émile Combes contre l'utilisation du breton par les membres du clergé, le recteur de Scaër, l'abbé Caradec, écrit : « Tous les paroissiens, à l'exception peut-être de trois ou quatre personnes étrangères au pays, comprennent le breton, et (…) l'on trouverait assez difficilement une vingtaine de personnes sur une population de 7 000 habitants à pouvoir suivre une instruction [religieuse] en français » ; il ajoute que « plusieurs [enfants] ne fréquentent aucune école ; les autres, pour la plupart, ne viennent à l'école que pour préparer la Première communion. »
Scaër dispose d'une gare sur la ligne ferroviaire de Carhaix à Rosporden du réseau breton à partir de 1896. Cette ligne fut fermée au trafic voyageurs le 9 avril 1967 et totalement le 30 septembre 1967
En 1910 le bourg est électrifié grâce à l'installation d'une turbine à Rouzigou, entraînée par l'eau captée, via un canal, dans l'Isole.

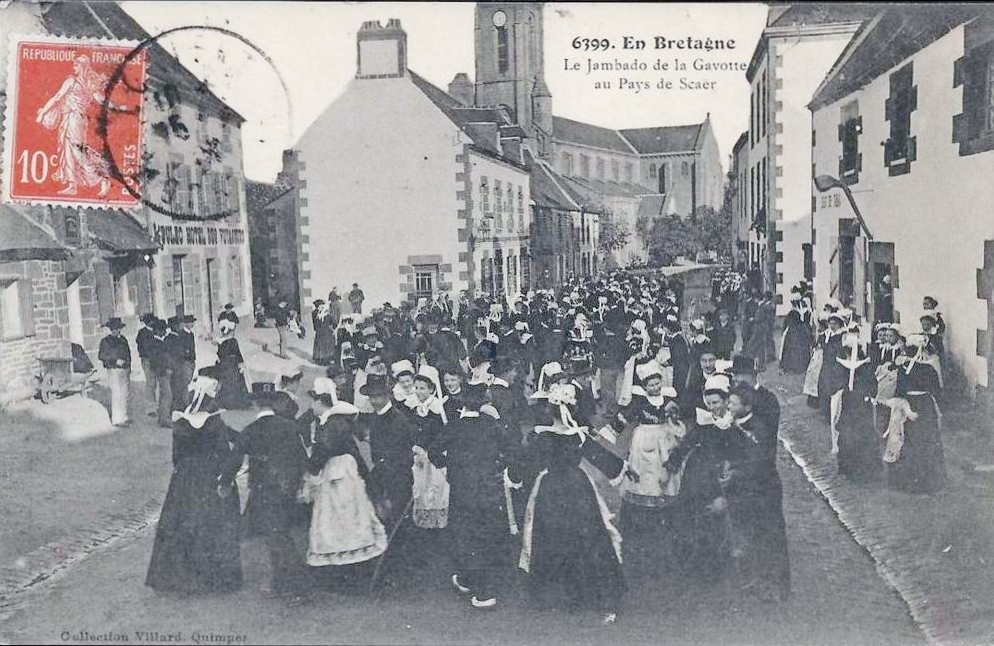
Le jambado de la gavotte dans une rue de Scaër en 1909 (carte postale Villard).
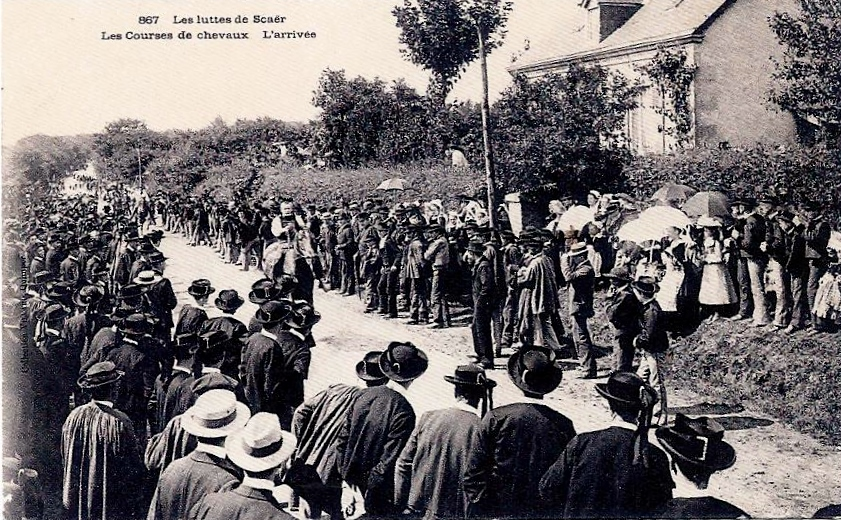
L'arrivée d'une course de chevaux à Scaër vers 1910 (carte postale Villard).
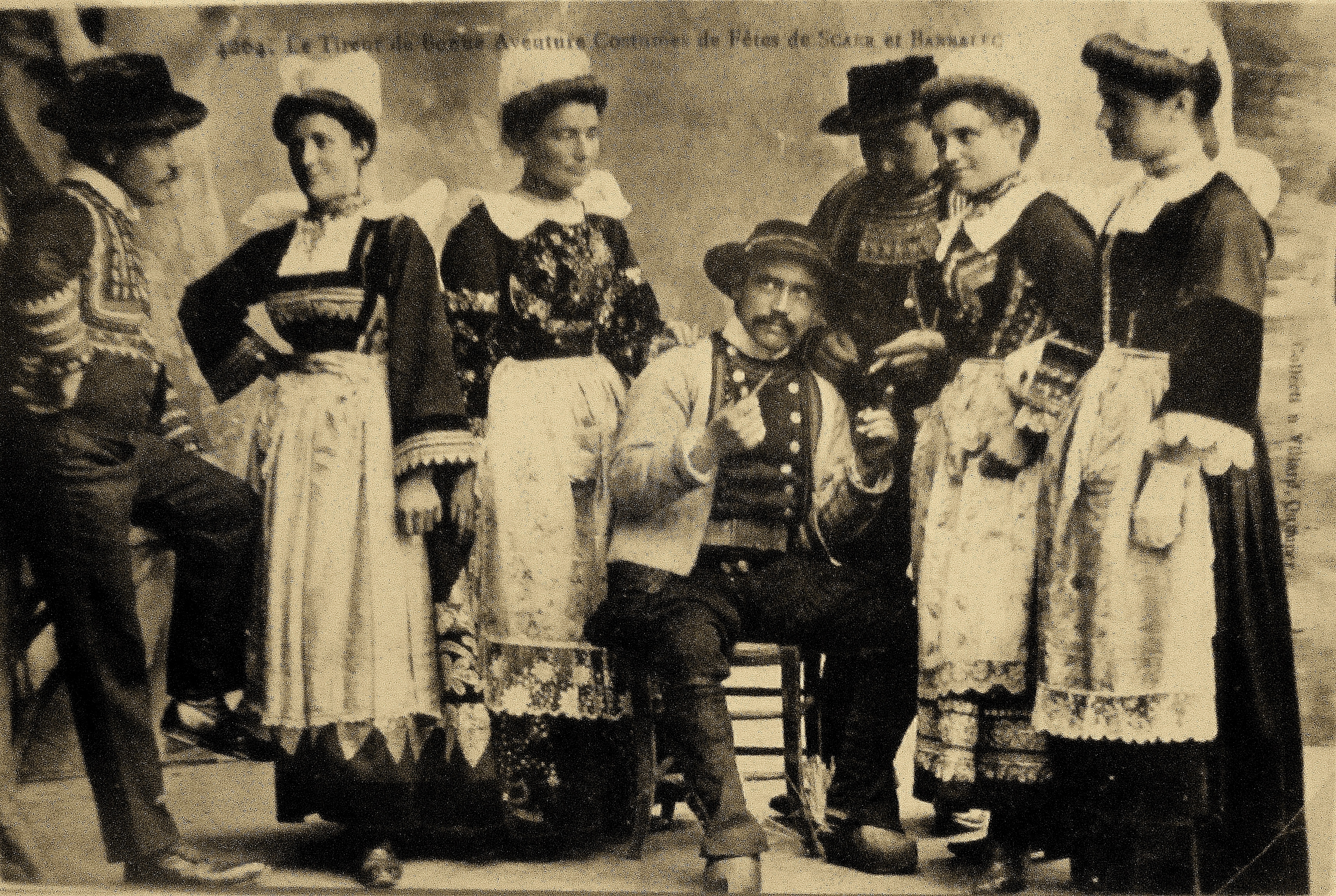
Le tireur de bonne aventure (les femmes sont en costume de la région de Bannalec et de Scaër, carte postale Villard, vers 1910).

Avant 1914, 150 sabotiers étaient regroupés dans un village à l'orée de la forêt de Coatloc'h, entre Scaër et Rosporden. Comme c'était une forêt domaniale, le sabotier ou le patron du groupe de sabotiers devait acheter un lot de coupe de hêtres ou de frênes en s'adressant au tribunal de Quimper. Les sabotiers, passant plusieurs mois dans le même endroit, construisirent des huttes, souvent d'un confort très sommaire, dans lesquelles ils séjournaient. Lorsque les coupes de bois s'épuisaient dans la forêt de Coatloc'h, les sabotiers allaient travailler dans d'autres forêts, par exemple celle du Cranou.

#### La Première Guerre mondiale
La Première Guerre mondiale fauche la vie de 390 jeunes Scaërois morts pour la France (soit un peu plus du quart des jeunes gens de la commune partis au front) ; parmi eux Louis Croissant fut décoré de la Croix de guerre, Jean Fleiter et François Pensec à la fois de la Médaille militaire et de la Croix de guerre. La plupart sont décédés sur le sol français, mais 16 (Henri Bara, Louis Beulze, Bertrand Bourhis, Jean Capitaine, François Christien, Jean Christien, Amédée Coadelot, René Cozic, Jean Février, René Gourle, Alain Laz, Yves Le Ber, Louis Le Bihan, Henri Le Boëdec, Louis Rannou, Yves Salaun) sont morts en Belgique, un (François Madec) est mort lors de Bataille de Sedd-Ul-Bahr en Turquie, deux (Pierre Floc'h, François Laz) décédés en Macédoine et un en Serbie (François Goapper) alors qu'ils participaient à l'expédition de Salonique ; deux marins (Bertrand Boëdec, François Le Bihan) sont disparus en mer, un (Marc Boutit) est mort à Oran en Algérie et un (Yves Carer) est mort à Dakar au Sénégal; deux soldats (Alain Guillamet, Jean Harpe) sont morts en captivité en Allemagne. En leur hommage, est érigé un monument aux morts dont les statues, œuvres du sculpteur René Quillivic, représentent un soldat en uniforme de poilu et une jeune femme endeuillée vêtue du costume traditionnel de Scaër.
Par ailleurs, deux soldats sont morts au Maroc, l'un (Joseph René Bourhis) lors de la Bataille d'Elhri le 13 novembre 1914, l'autre (Louis Trolez) à Midelt le 27 septembre 1918 lors de la poursuite de la conquête coloniale de ce pays par la France.

#### L'Entre-deux-guerres
Des jeunes paysans finistériens, notamment de la région de Scaër, émigrent pendant la décennie 1920 en direction du Périgord et du sud-ouest de la France. Un premier convoi, encadré par Pierre Le Bihan, quitta la gare de Quimperlé le 13 juin 1921 ; certains s'installèrent dans le Périgord, notamment entre Nontron et Ribérac. Un mouvement important d'émigration de jeunes agriculteurs, provenant surtout des cantons de Briec, Bannalec et Scaër (en tout une centaine de familles), vers la région de Villeneuve-sur-Lot et Agen se développa aussi après la Première Guerre mondiale.
Pierre Le Bihan, qui habitait le hameau de Gwrarem-Vraz, fut l'un des trois bretons chargés par Hervé Budes de Guébriant de piloter en 1921 l'installation de jeunes agriculteurs bretons dans le Périgord et ses alentours.

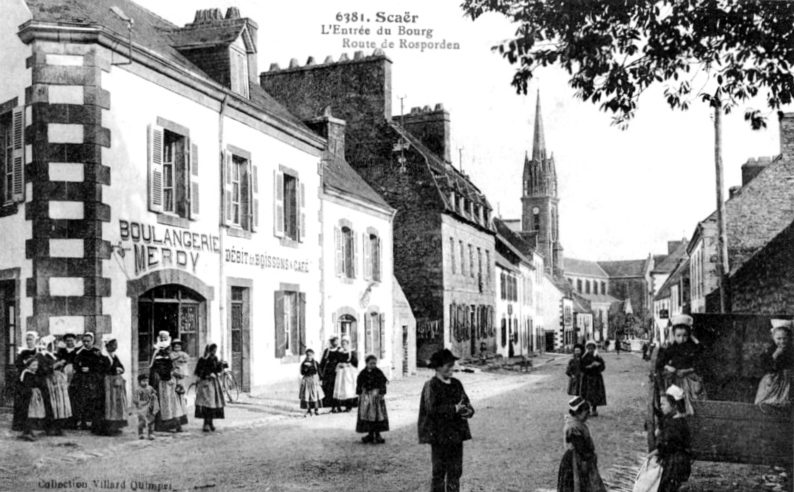
Scaër : l'entrée du bourg route de Rosporden vers 1925 (carte postale Villard).
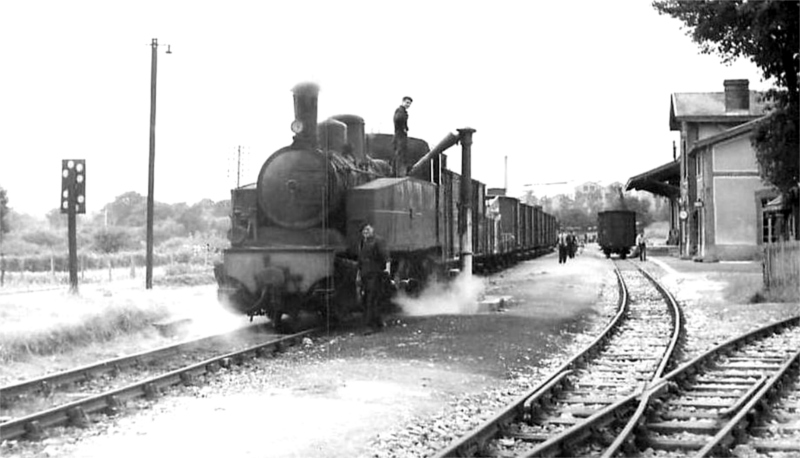
La gare de Scaër vers 1925 (carte postale).

En 1932, la construction d'une centrale hydroélectrique sur l'Isole, utilisant une chute d'eau de 51,40 mètres grâce à un barrage construit au lieu-dit "Le Roch" et permettant une production électrique annuelle de 8 millions de kilowatts est décidée. L'aménagement comprend une prise d'eau partant du barrage, installée sur la rive droite de l'Isole, capable de prélever 5 000 litres d'eau par seconde et un canal d'amenée en tunnel long de 1315 mètres, prolongé par une partie à ciel ouvert de 610 mètres de long. Cette installation est à cheval sur les communes de Scaër, Saint-Thurien et Bannalec.

#### La Seconde Guerre mondiale

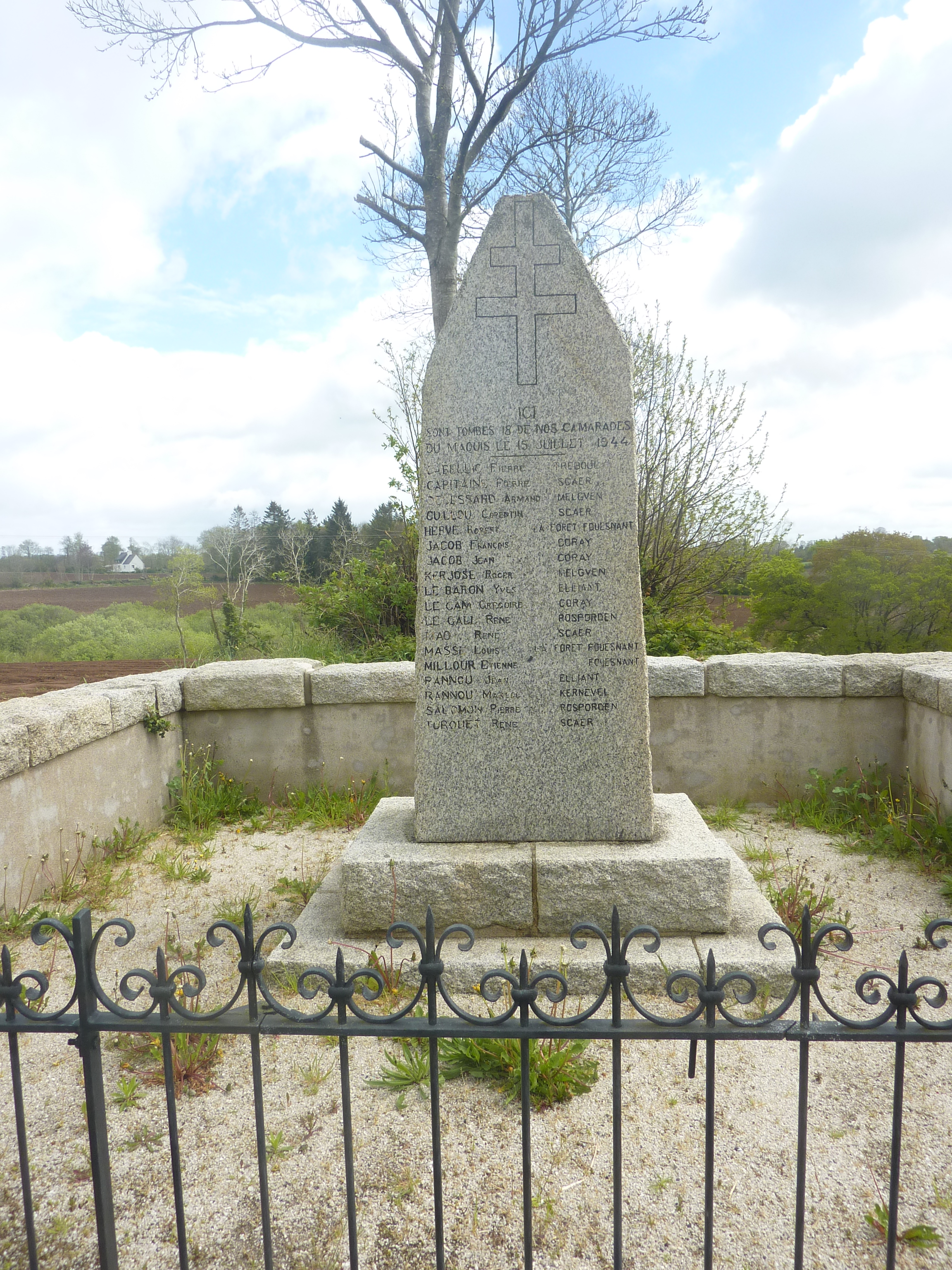
Stèle commémorative des fusillés de Kernabat le 15 juillet 1944.

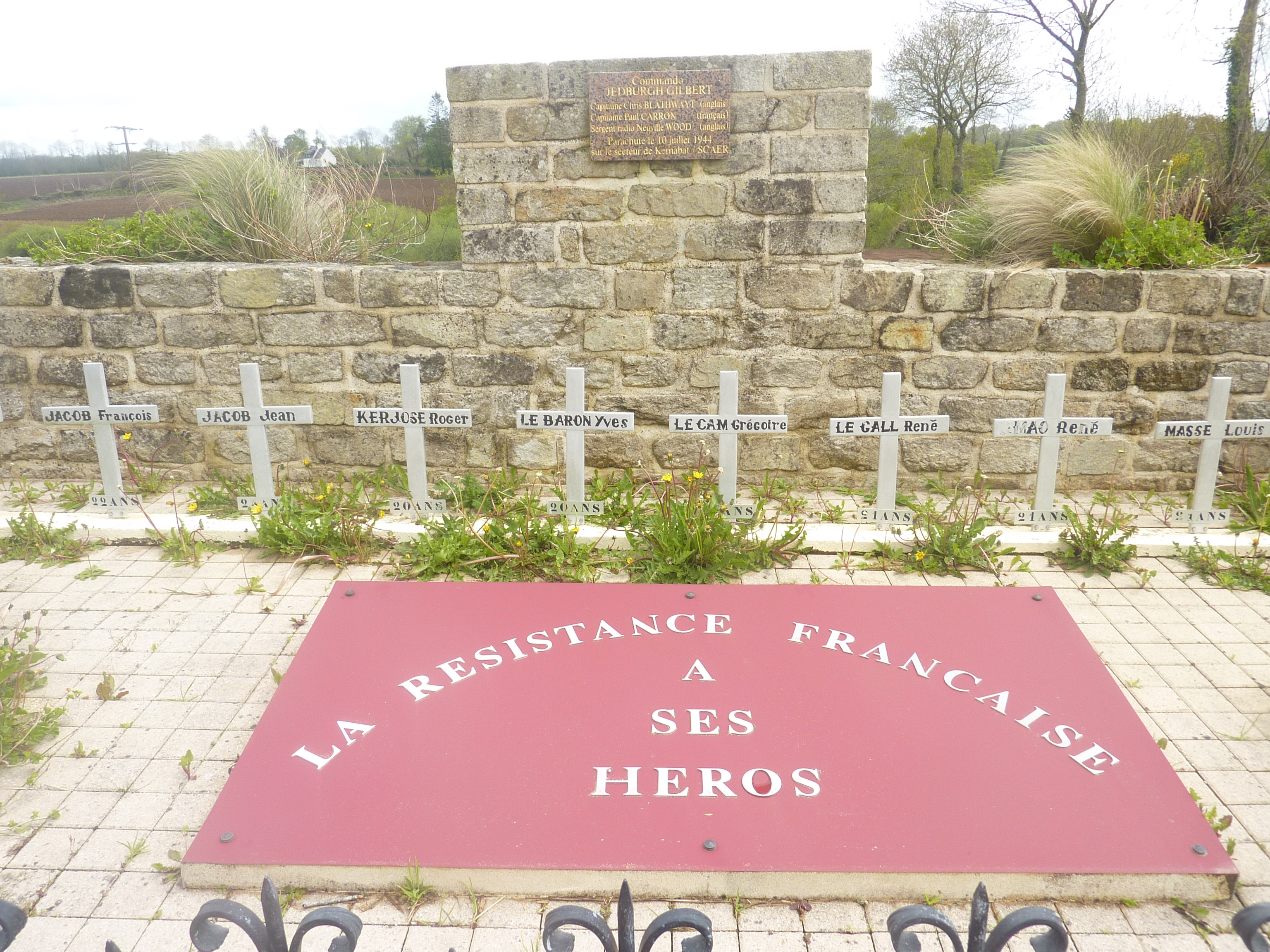
Monument commémoratif des fusillés de Kernabat le 15 juillet 1944.

Le monument aux morts de Scaër porte les noms de 84 personnes mortes pour la France pendant la Seconde Guerre mondiale.
Le capitaine Yves Queignec, instituteur à Scaër, commandant de la 7e compagnie du 62e régiment d'infanterie, mourut au champ d'honneur lors de la bataille de Givet le 14 mai 1940 en fin de journée (le 13 d'après l'inscription sur sa tombe ?) à l'âge de 39 ans ; il avait déclaré préférer mourir que de reculer ; il est enterré à Quimper, au cimetière Saint-Joseph.
Le 10 novembre 1943, des jeunes gens mettent le feu à un wagon de munitions allemandes ; un des jeunes gens, Pierre Pendelio, est arrêté et torturé.
Le 18 novembre 1943 vers 22 h 30, deux bombes sont lâchées par des avions inconnus et tombent sur une maison de Scaër : un homme est blessé et sa femme et deux enfants tués sur le coup.
Le 8 avril 1944, des patriotes scaërois attaquent la prison Saint-Charles de Quimper. Le 16 avril 1944, des résistants scaërois incendient un car de l'organisation Todt au Bougeal en Guiscriff. Ils font dérailler un train de permissionnaires allemands dans la nuit du 21 au 22 avril 1944 entre Scaër et Guiscriff. Le 11 mai 1944, un commando de résistants scaërois dynamite deux locomotives en gare de Rosporden ; l'un d'entre eux, Georges Kerangourec, est arrêté et fusillé. Le même jour, des officiers allemands sont attaqués à Mellac par deux résistants scaërois et l'un d'entre eux, Jean-Louis Monfort, alias « Mastard », est aussi arrêté et fusillé. Le 20 mai 1944, Étienne Demezet est tué à Scaër par une patrouille allemande.
Des réseaux de résistance FFI se créent : l'un, rattaché au mouvement Libération-Nord, est animé par Le Dez, un militaire de carrière, réfractaire au STO ; un autre, le « groupe Bob », dont les membres sont principalement originaires des hameaux de Saint-Guénolé et Keranguen, qui fait partie des résistants FTPF, se cache dans les bois de Cascadec. À partir d'avril 1944, les résistants reçoivent des armes (en tout 31 parachutages d'armes eurent lieu dans la région de Scaër - Carhaix - Guiscriff - Quimperlé - Pont-Aven afin d'armer les 2 250 résistants du secteur), principalement le 8 juillet 1944 où 12 tonnes d'armes sont larguées par trois avions sur un terrain balisé situé à Miné-Kervir, ainsi que trois parachutistes Jedburgh, le team Gilbert formé du capitaine anglais Christopher Blathwayt  (« Surrey »), du capitaine français Paul Carron de la Carrière (« Ardèche ») et du sergent radio américain Neville Wood (« Doubloom »), mais tous les paquetages parachuté s'abîmèrent au sol car largués à trop basse altitude. Un autre parachutage est organisé le 10 juillet 1944 à Miné Kervir en Scaër, les armes étant cachées dans la ferme de Mesnoter. Dans la nuit du 14 au 15 juillet 1944, un nouveau parachutage a lieu, contenant en particulier un appareil émetteur radio (celui largué précédemment ne fonctionnant pas), mais est vite repéré par les Allemands qui encerclent la zone avec de nombreux soldats, y compris une unité de Russes blancs de l'armée Vlassov et des hommes du Kommando de Landerneau ; les combats font 18 tués ou fusillés, neuf du maquis de Rosporden (Yves Baron, Hervé Delessart, Corentin Guillou, René Le Gall, Roger Kerjose, René Mao, Jean-Louis et Marcel Rannou et Pierre Salomon) et neuf du maquis de Scaër (Pierre Cabillic, Pierre Capitaine, Robert Hervé, François Jacob, Jean-Louis Jacob, Grégoire Le Cam, Louis Massé, Étienne Millour et René Turquet) et de nombreuses fermes sont brûlées. Un mémorial de la résistance situé à Kernabat et une stèle située à Quillien (en Tourch) commémorent ces événements.
À partir de la ferme de Kerodet en Coray (leur base étant dénommé « camp Delessart » en hommage à l'un des résistants tués à Quillien) où ils ont dissimulé des armes et trouvé refuge, les résistants préparent alors la libération de Rosporden et celle de Scaër : dans la nuit du 2 au 3 août 1944, une centaine de résistants encerclent Scaër et libèrent la ville le 4 août 1944
Jean Henri Sinquin, né le 22 novembre 1904 à Scaër, terrassier à Paris (13e), fut fusillé au Mont Valérien le 13 octobre 1941.
Le nom de Marcel Pézennec, militaire de carrière originaire de Locunolé et devenu commandant FFI, qui coordonna les actions de la Résistance dans la région de Quimper, époux d'une Scaëroise, a été donné à une rue de la ville.
Mais la Libération fut aussi à Scaër l'occasion d'une épuration sanglante : Yvon Toulgoat, qui avait pourtant été membre du maquis FTP de Saint-Goazec, et deux jeunes femmes (Jeanette Laz et Marie-Jeanne Le Noach) furent fusillés après un procès expéditif et une « cavalcade » dans les rues de Scaër le 10 août 1944 ; Yves Galès, détenu à la mairie de Scaër, s'est officiellement suicidé, mais fut en fait « suicidé » par des résistants dans le hall de la mairie. Ces faits sont suffisamment douloureux et sensibles pour poser encore problème, par exemple lors des cérémonies de commémoration de l'année 2017.
Pendant la Seconde Guerre mondiale, le groupe Bolloré utilisa de la tourbe provenant d'une tourbière locale pour faire fonctionner son usine à papier.

#### L'après-Seconde-Guerre-mondiale
Six Scaërois (Jean Galven, Pierre Gourvellec, Jean Guiffan, Y. Kerbiriou, J. L. Le Bec, Jean Pichon) sont morts pour la France pendant la guerre d'Indochine et un (Joseph Postic) pendant la guerre d'Algérie.
En 1988, le groupe Bolloré arrête la fabrication de papier condensateur à Cascadec ; l'usine ne fabrique plus désormais que des sachets de thé et des filtres à cigarettes, et se lance dans la production de films plastiques métallisés et de divers types de papiers électro-sensibles.
Entre 1956 et 2000, la population active agricole de Scaër baisse de plus de 1 000 personnes.

## Traditions religieuses
Selon Charles Le Goffic  « À Scaër (...) On allume au moment du mariage deux flambeaux de cire vierge, l'un devant le mari, le second devant la femme : le premier flambeau qui s'éteint désigne celui des époux qui doit s'en aller avant l'autre ».
Léon Maître raconte en 1922 : « Dans la paroisse de Scaër, sainte Candide dénouait les enfants et conjurait la maladie de langueur, appelée le barat, à condition que le nouveau-né fut plongé dans sa fontaine. Certaines mères se justifiaient en disant que cette pratique permettait aussi de tirer l'horoscope de l'enfant et de mesurer sa résistance future »

## Population et société

### Démographie

#### Évolution démographique
L'évolution du nombre d'habitants est connue à travers les recensements de la population effectués dans la commune depuis 1793. Pour les communes de moins de 10 000 habitants, une enquête de recensement portant sur toute la population est réalisée tous les cinq ans, les populations de référence des années intermédiaires étant quant à elles estimées par interpolation ou extrapolation. Pour la commune, le premier recensement exhaustif entrant dans le cadre du nouveau dispositif a été réalisé en 2005.
En 2022, la commune comptait 5 197 habitants, en évolution de −3,46 % par rapport à 2016 (Finistère : +2,16 %, France hors Mayotte : +2,11 %). Le maximum de la population a été atteint en 1946 avec 7 838 habitants.
| 1793  | 1800  | 1806  | 1821  | 1831  | 1836  | 1841  | 1846  | 1851  |
| ----- | ----- | ----- | ----- | ----- | ----- | ----- | ----- | ----- |
| 4 035 | 4 567 | 3 598 | 3 460 | 3 676 | 3 937 | 4 005 | 4 156 | 4 304 |

| 1856  | 1861  | 1866  | 1872  | 1876  | 1881  | 1886  | 1891  | 1896  |
| ----- | ----- | ----- | ----- | ----- | ----- | ----- | ----- | ----- |
| 4 343 | 4 278 | 4 471 | 4 394 | 4 747 | 4 891 | 5 403 | 5 686 | 5 939 |

| 1901  | 1906  | 1911  | 1921  | 1926  | 1931  | 1936  | 1946  | 1954  |
| ----- | ----- | ----- | ----- | ----- | ----- | ----- | ----- | ----- |
| 6 243 | 6 565 | 6 676 | 6 581 | 6 697 | 7 118 | 7 402 | 7 838 | 7 204 |

| 1962  | 1968  | 1975  | 1982  | 1990  | 1999  | 2005  | 2006  | 2010  |
| ----- | ----- | ----- | ----- | ----- | ----- | ----- | ----- | ----- |
| 7 176 | 6 999 | 6 556 | 5 968 | 5 555 | 5 267 | 5 147 | 5 123 | 5 290 |

| 2015  | 2020  | 2022  | - | - | - | - | - | - |
| ----- | ----- | ----- | - | - | - | - | - | - |
| 5 402 | 5 245 | 5 197 | - | - | - | - | - | - |

#### Pyramide des âges
La population de la commune est relativement âgée.
En 2018, le taux de personnes d'un âge inférieur à 30 ans s'élève à 27,2 %, soit en dessous de la moyenne départementale (32,5 %). À l'inverse, le taux de personnes d'âge supérieur à 60 ans est de 34,7 % la même année, alors qu'il est de 29,8 % au niveau départemental.
En 2018, la commune comptait 2 722 hommes pour 2 623 femmes, soit un taux de 50,93 % d'hommes, largement supérieur au taux départemental (48,59 %).
Les pyramides des âges de la commune et du département s'établissent comme suit.
| Hommes | Classe d’âge | Femmes |
| ------ | ------------ | ------ |
| 1,3    | 90 ou +      | 3,0    |
| 8,8    | 75-89 ans    | 13,8   |
| 21,0   | 60-74 ans    | 21,7   |
| 22,6   | 45-59 ans    | 21,0   |
| 16,8   | 30-44 ans    | 15,9   |
| 13,1   | 15-29 ans    | 10,4   |
| 16,5   | 0-14 ans     | 14,2   |

| Hommes | Classe d’âge | Femmes |
| ------ | ------------ | ------ |
| 0,7    | 90 ou +      | 2,2    |
| 7,8    | 75-89 ans    | 11,5   |
| 19,2   | 60-74 ans    | 20,1   |
| 20,8   | 45-59 ans    | 19,7   |
| 17,7   | 30-44 ans    | 16,6   |
| 17,1   | 15-29 ans    | 14,7   |
| 16,8   | 0-14 ans     | 15,2   |

| Hommes | Classe d’âge | Femmes |
| ------ | ------------ | ------ |
| 26     | 90 ou plus   | 66     |
| 273    | 75 à 90      | 408    |
| 487    | 60 à 74      | 501    |
| 644    | 45 à 59      | 543    |
| 453    | 30 à 44      | 433    |
| 341    | 15 à 29      | 304    |
| 461    | 0 à 14       | 442    |

### Enseignement
La commune de Scaër est située dans l'académie de Rennes.
On trouve plusieurs écoles :
- École maternelle et primaire publique Joliot-Curie ;
- École maternelle et primaire privée Saint-Joseph ;
- Collège Léo Ferré.

## Économie

### Revenus de la population et fiscalité
Les indicateurs de revenus et de fiscalité à Scaër et dans l'ensemble du Finistère en 2016 sont présentés ci-dessous.
|                                                                   | Scaër  | Finistère |
| ----------------------------------------------------------------- | ------ | --------- |
| Nombre de ménages fiscaux                                         | 2 444  | 406 470   |
| Nombre de personnes dans les ménages fiscaux                      | 5 251  | 889 922   |
| Médiane du revenu disponible par unité de consommation (en euros) | 19 340 | 20 701    |
| Part des ménages fiscaux imposés                                  | 43,0 % | 49,0 %    |

### Secteur primaire
Le tableau ci-dessous présente les principales caractéristiques des exploitations agricoles de Scaër, observées entre 1988 et 2010, soit sur une période de 22 ans.
|                                          | 1988   | 2000  | 2010   |
| ---------------------------------------- | ------ | ----- | ------ |
| Nombre d'exploitations                   | 287    | 168   | 115    |
| Équivalent Unité de travail annuel (UTA) | 414    | 242   | 115    |
| Surface agricole utile (SAU) (ha)        | 7 949  | 7 698 | 7 242  |
| Cheptel (nombre de têtes)                | 22 021 | 21621 | 19 877 |
| Vaches laitières (nombre de têtes)       | 3 738  | 3 129 | 3 252  |
| Superficie en terres labourables (ha)    | 6 792  | 6 809 | 6 197  |
| Superficie toujours en herbe (ha)        | 1 150  | 887   | 728    |

## Culture et langue bretonne

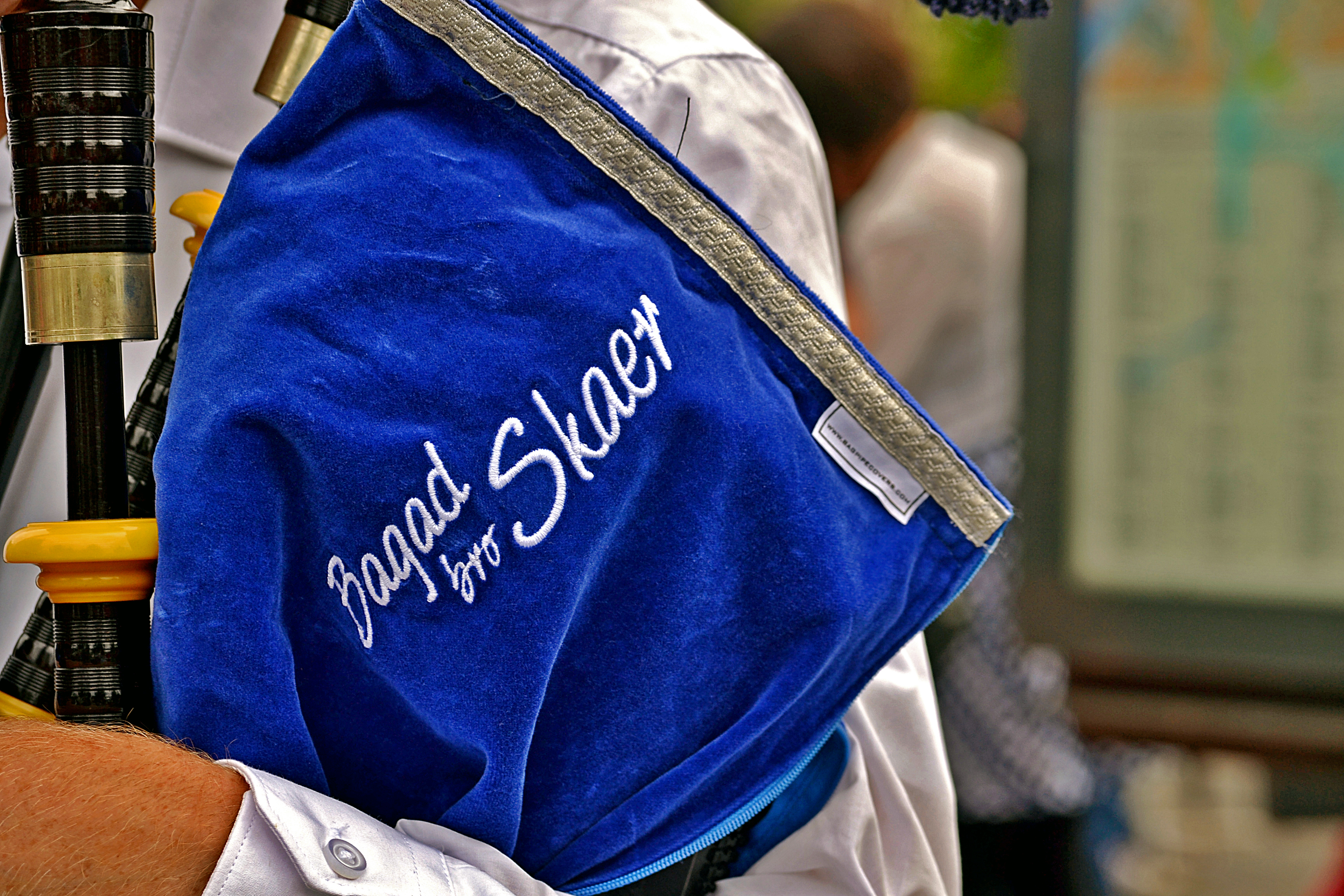
Le Bagad Bro Skaer.

- Depuis 2009, la ville dispose d'un bagad, le Bagad Bro Skaer (un bagad avait déjà existé dans la commune dans les années 1950), qui assure de la formation musicale et des prestations.
- L'adhésion à la charte Ya d'ar brezhoneg a été votée par le Conseil municipal le 20 mars 2007.
- La commune a reçu le label de niveau 2 de la charte le 19 octobre 2016 et celui-ci a été inauguré le 3 janvier 2017.

À la rentrée 2016, 56 élèves étaient scolarisés dans la filière bilingue publique (soit 13 % des enfants de la commune inscrits dans le primaire).[réf. nécessaire]

## Culture locale et patrimoine

### Héraldique
| Blason | Blasonnement : D'or à la face ondée d'azur accostée de deux pierres de Coadry de sable, posées en pal ; au chef d'azur à un rencontre de bélier, accosté de deux haches d'armes d'argent, l'une tournée à dextre, l'autre à senestre Commentaires : Le blason a été créé vers 1989 par Bertrand Le Clec'h, héraldiste de Querrien. Plusieurs de ses symboles sont des objets faisant allusion à leur dénomination, ce qui constitue des armes parlantes. |

### Lieux et monuments

#### Vestiges préhistoriques et antiques

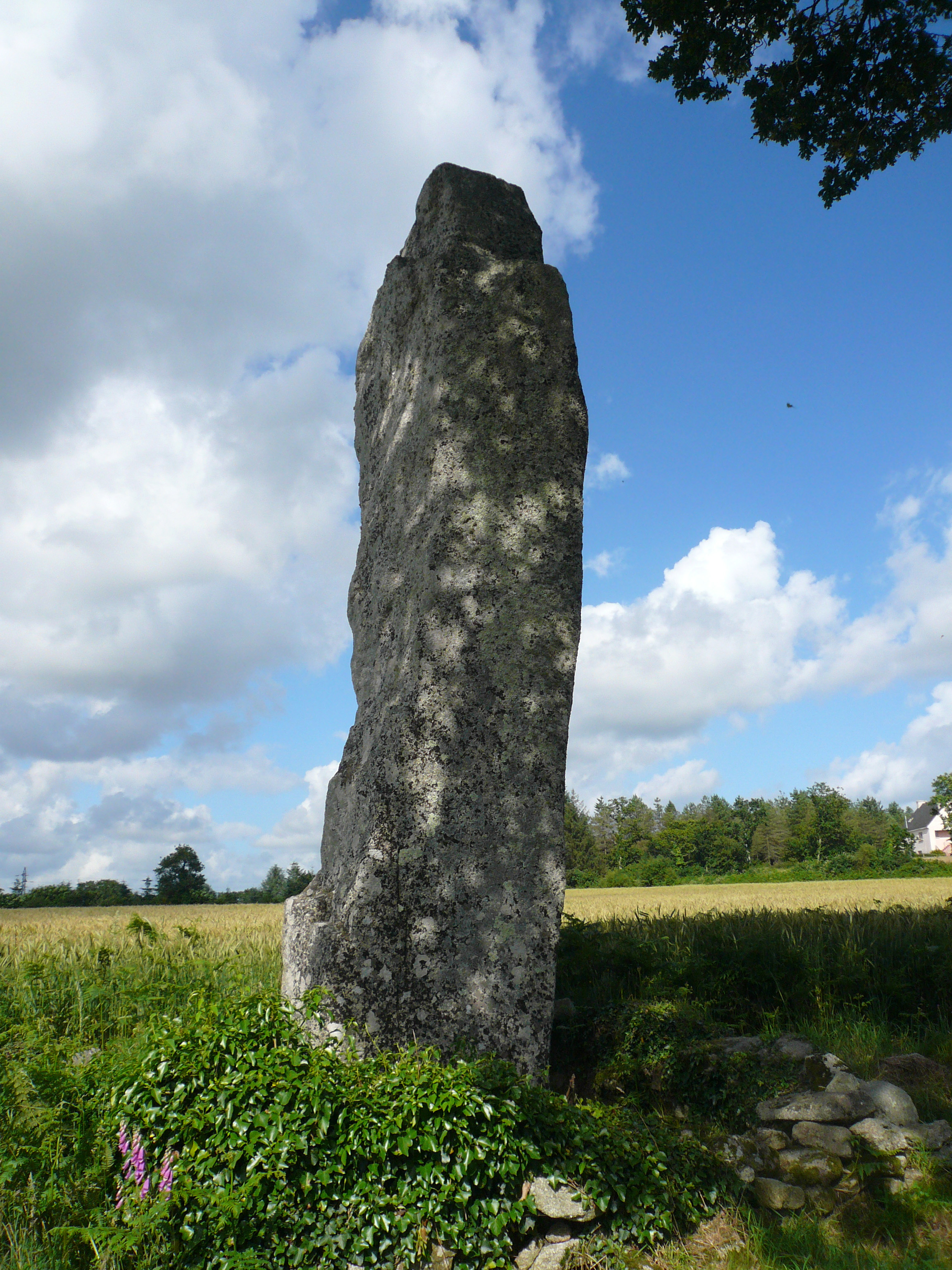
Le menhir Saint-Jean.

- Menhir de Miné Saint-Jean mesurant 8,30 mètres de hauteur.
- Tumuli de Kergoaler Dour, de Kerzéré et de Kerbrébel.

#### Église et chapelles

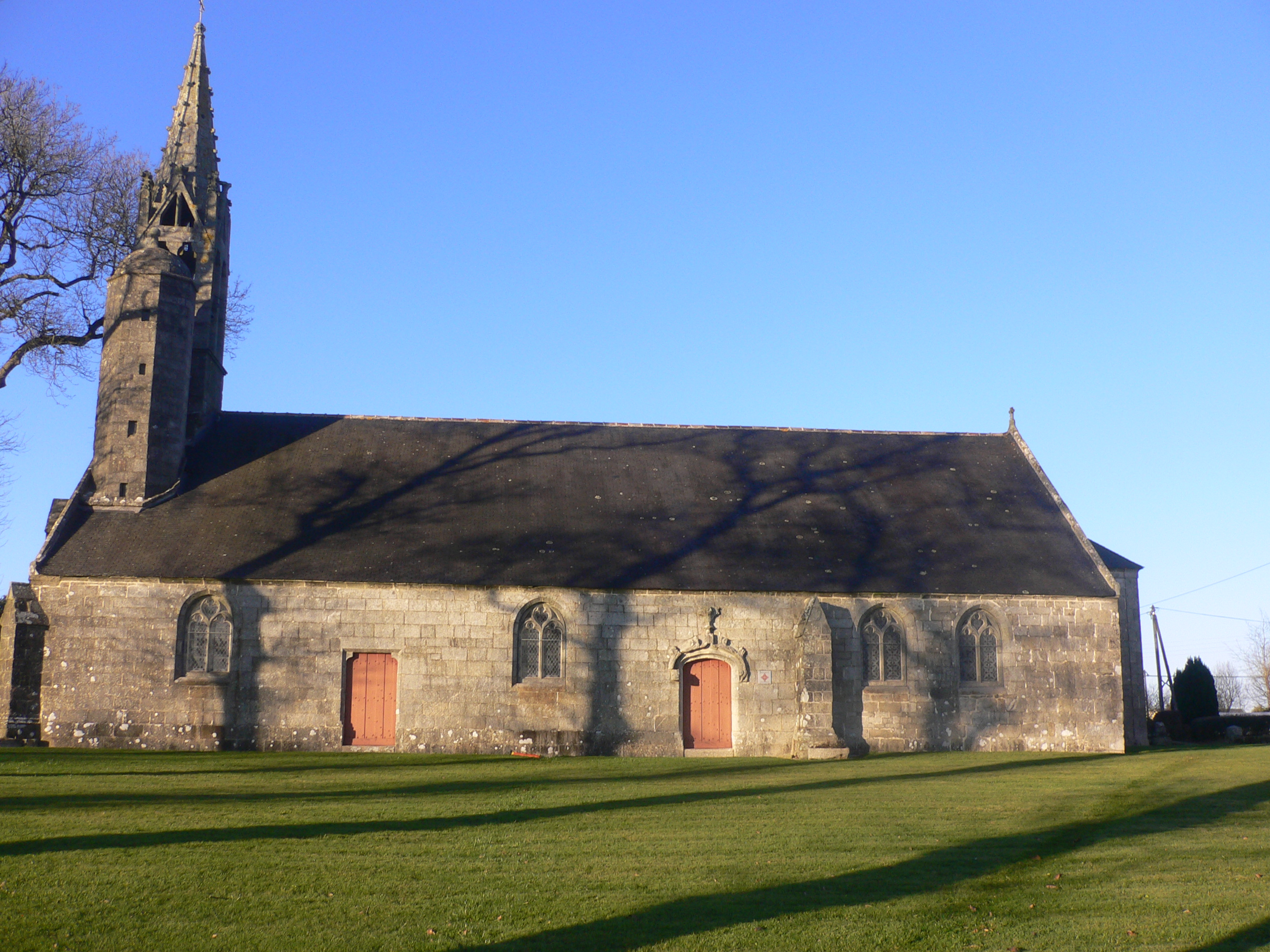
La chapelle Saint-Sauveur de Coadry.

- Église Sainte-Candide (fin XIXe siècle) de style néo-roman, construite selon les plans de Joseph Bigot, dédiée à saint Alain et sainte Candide[109].

La source de Sainte-Candide située au pied de la croix du placître alimente une ancienne fontaine de dévotion désormais masquée par une borne-fontaine en fonte ornée de 4 têtes de lion et déplacée à proximité du monument aux morts en raison des problèmes sanitaires que posait l'ancien déversoir à ciel ouvert.
- Chapelle Saint-Sauveur de Coadry (nef romane du XIe siècle, chœur du XIVe siècle). C'est une ancienne dépendance de la commanderie de La Feuillée, des chevaliers de Saint Jean de Jérusalem. Sur un des piliers de la chapelle a été creusée une croix de Malte. Sur le placître entourant l'édifice on voit deux croix celtiques[111]. L'édifice a été classé monument historique en 1933[112].
- Chapelle Saint-Adrien (XVe siècle). Elle a été construite par Charles Ier de Quimerc'h, élevé à la dignité de baron en 1420 par le duc de Bretagne Jean V. L'édifice de forme rectangulaire, abrite les statues de saint Adrien et de la Vierge à l'enfant. Les blasons des différents titulaires du fief de Quimerc'h sont inscrits sur les murs extérieurs. Les armes de René de Tinténiac et de Louise de Guer mariés en 1642 figurent sur le tympan de la fenêtre sud. La chapelle a été restaurée en 1980.
- Chapelle Saint-Guénolé (XVIIe siècle).
- Chapelle Notre-Dame de Penvern (XVe siècle).
- Chapelle Saint-Jean (XVIe siècle) ; un pardon y est organisé le jour de la fête de la Pentecôte.
- Chapelle Saint-Paul : elle date de la fin du XVe siècle et début XVIe siècle et aurait, à l'époque, dépendu de l'abbaye Saint-Maurice de Carnoët; elle fut totalement rénovée en 1977 ; située sur les bords de l'Isole, son clocher, construit au XVIIe siècle, penche fortement vers l'ouest. Son pardon se déroule le dernier dimanche de juin.
- Chapelle Sainte-Thérèse-de-l'enfant-Jésus de Cascadec (chapelle privée).
- Chapelle de Plaskaer (dite aussi Notre-Dame du Ganvet) ; elle a été construite, financée par les dons des fidèles, entre 1865 et 1869 en remplacement d'une chapelle plus ancienne qui était en ruine[113] ; la bénédiction de la chapelle, dédiée à Notre-Dame de l'Immaculée Conception (en breton Itron varia ganvet pe gann vett) date du 29 septembre 1869. Des gargouilles en forme de têtes d'animaux plus ou moins mythiques ornent les angles et le bas des frontons triangulaires de la nef et du transept. Les rosaces des vitraux de l'ancienne chapelle ont été conservées. La fontaine a été restaurée en 2005 et la chapelle entre 2006 et 2012, des vitraux de Robert Ribochon sont posés. Le presbytère voisin, lui aussi restauré, sert désormais de salle de réunion aux habitants du hameau[114].

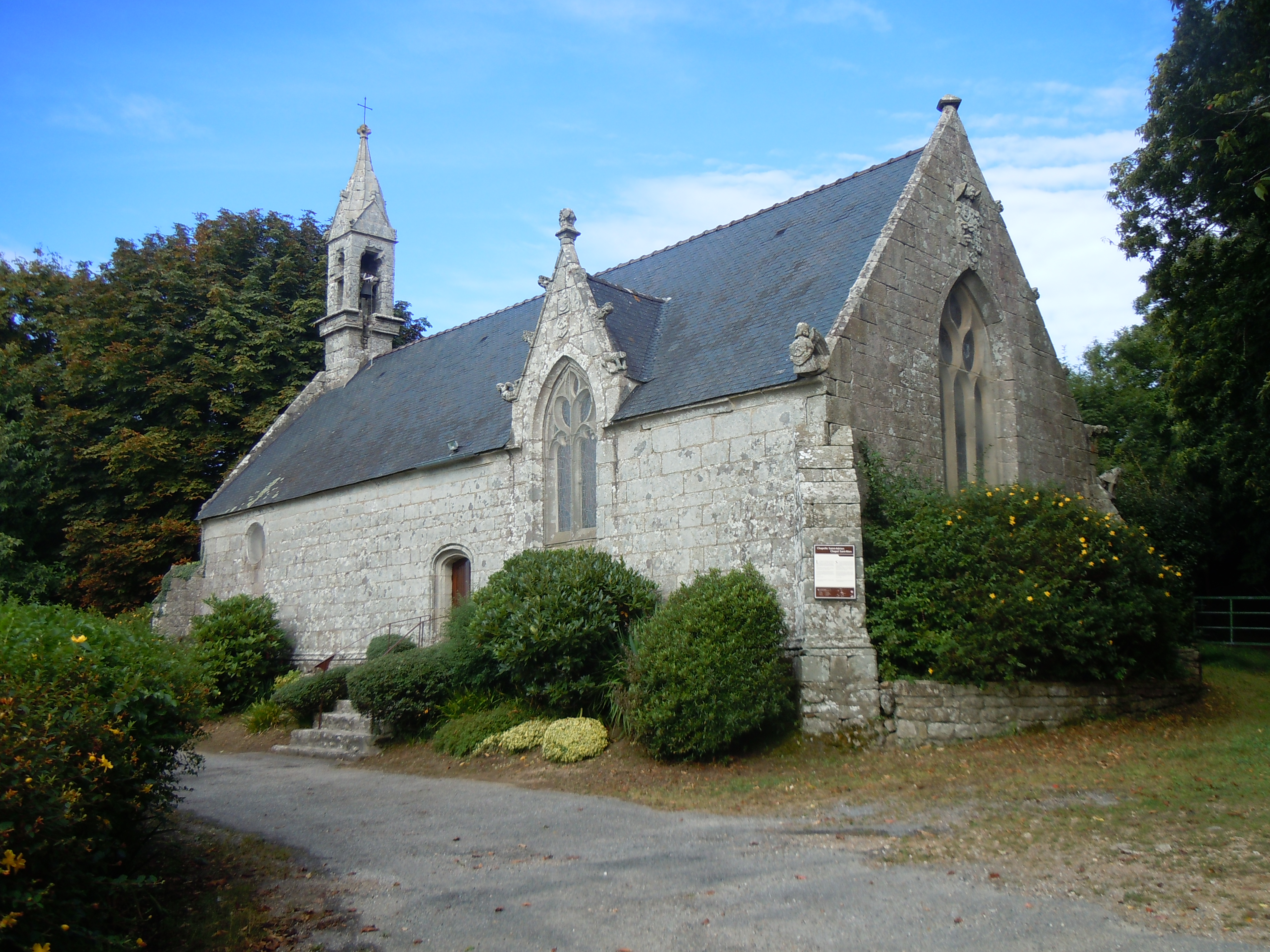
Chapelle Saint-Adrien.
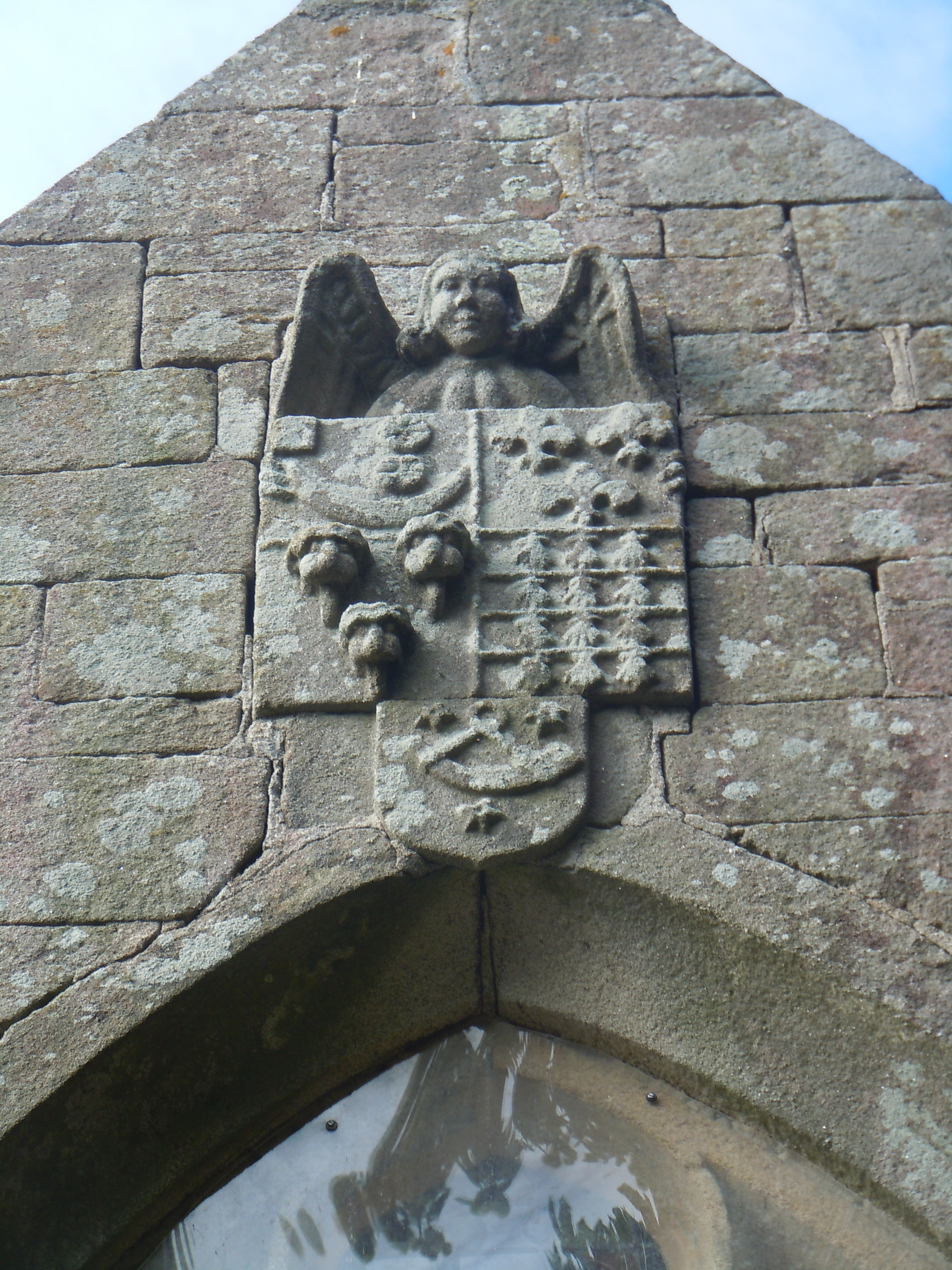
Blasons portés par un ange, chevet de la chapelle Saint-Adrien.
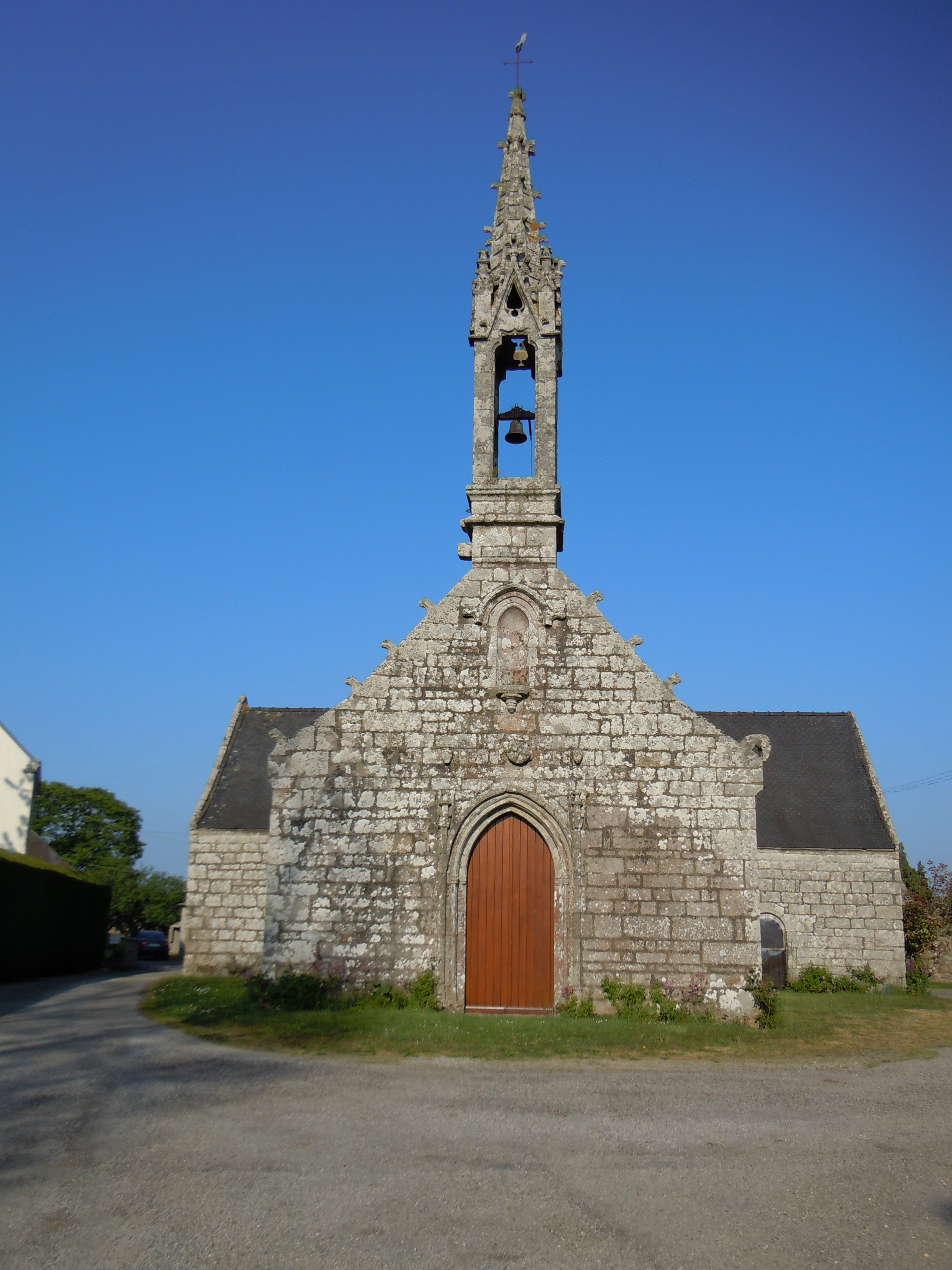
Chapelle Saint-Jean.
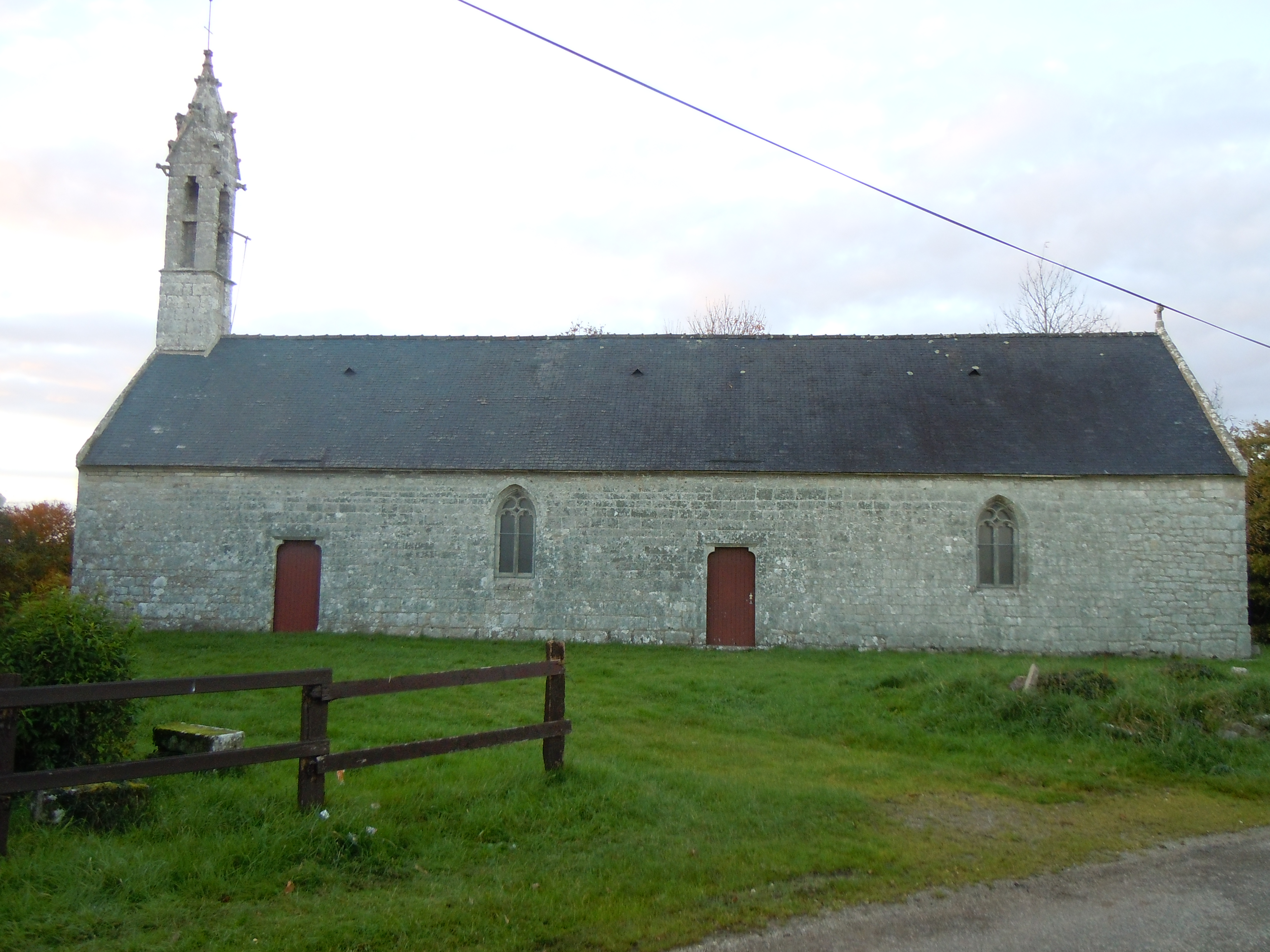
Chapelle Saint-Guénolé.
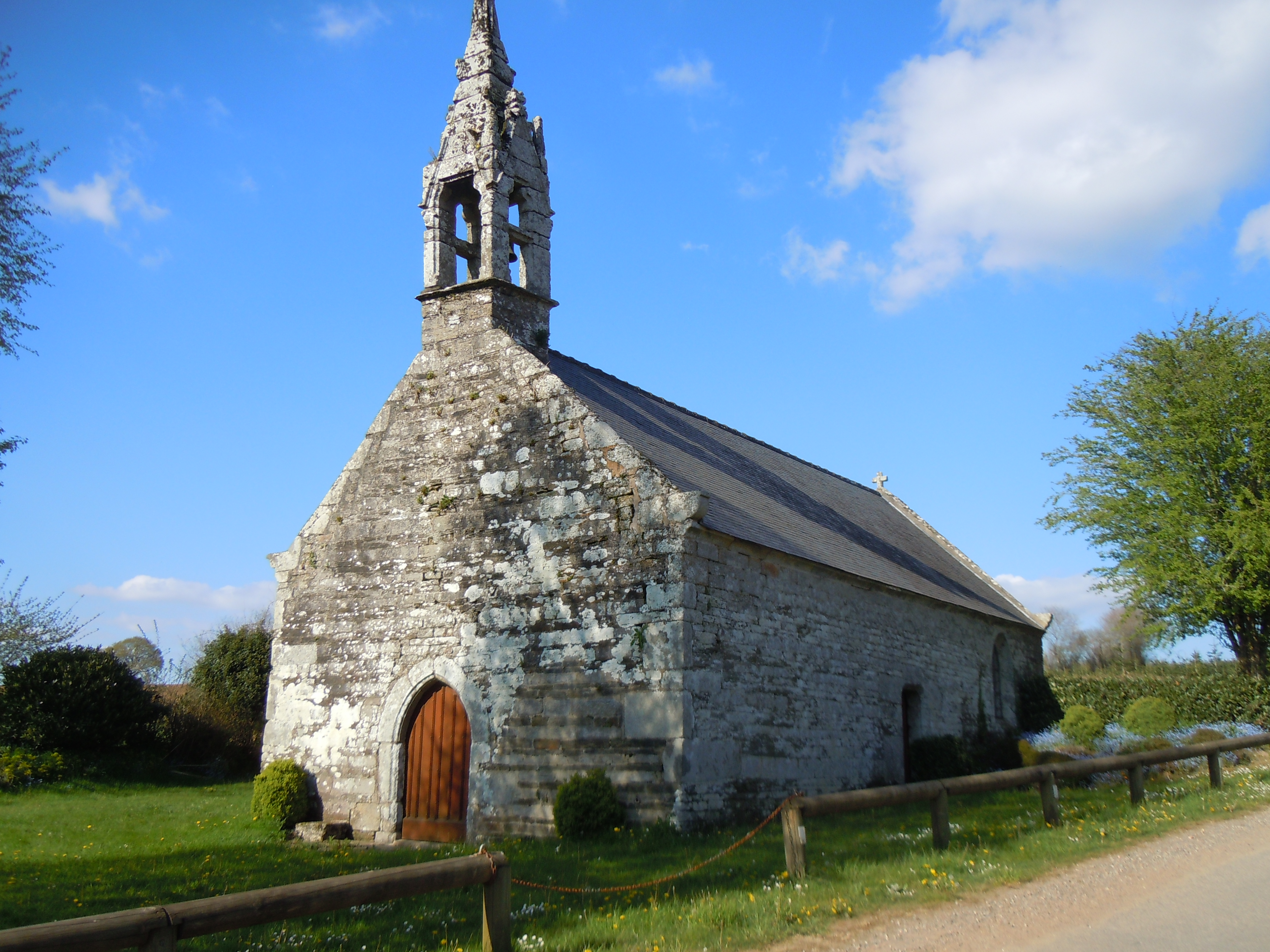
Chapelle Saint-Paul.
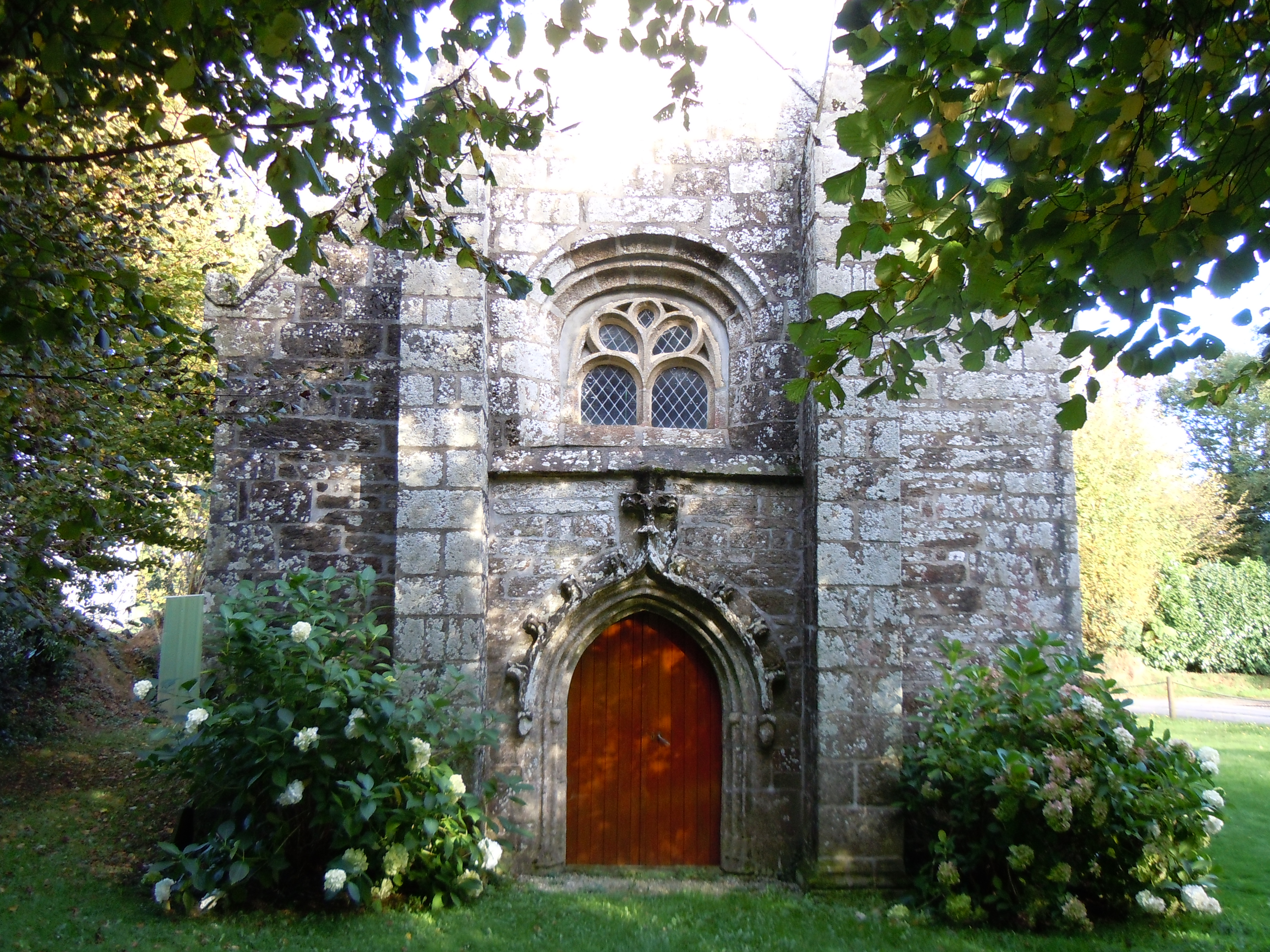
Portail de la chapelle Notre-Dame de Penvern.
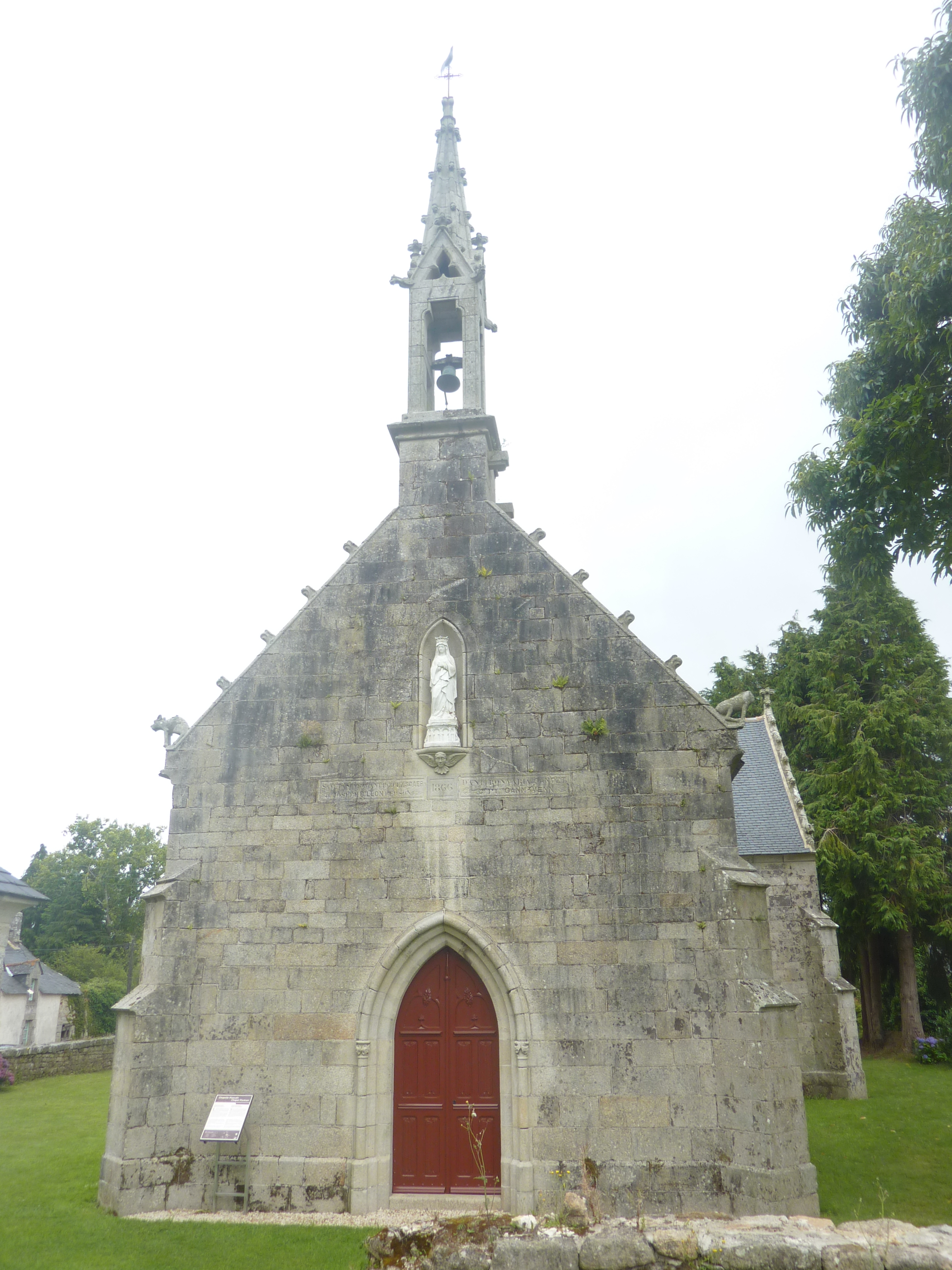
La chapelle de Plaskaër : la façade (construite entre 1865 et 1869).
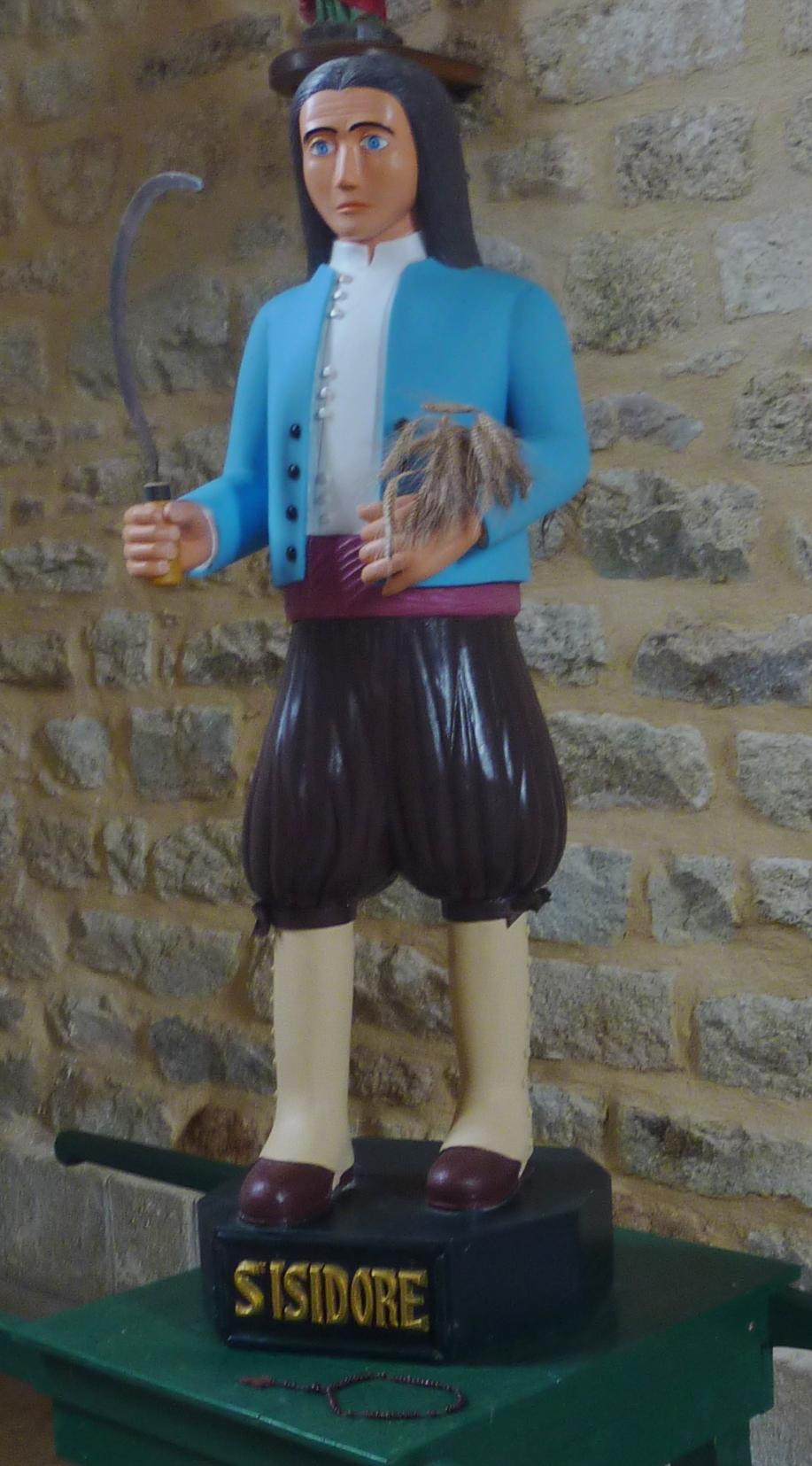
Chapelle de Plaskaer : statue de saint Isidore (Isidore le Laboureur).

#### Autres établissements et bâtiments civils
- L'ancienne voie ferrée de Rosporden à Carhaix aménagée en voie verte.
- Le château de Kergoaler, construit en 1718 par Jean Corentin du Couëdic de Kergoaler[Note 10] à l'emplacement d'un ancien château et remanié au XIXe siècle dans un style néomédiéval ; la chapelle a été construite vers 1840[115].
- Le château de Stang Audren : construit en 1655, il a été agrandi au XIXe siècle par François Monjaret de Kerjégu (propriété privée).

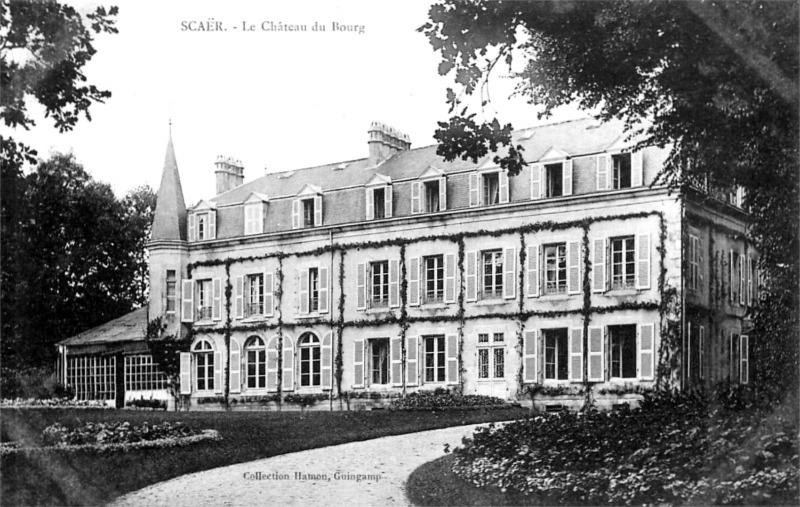
Le château de Stang Audren vers 1925 (carte postale).

### Sites naturels

#### Forêt de Coatloc'h
Située au sud du bourg de Scaër, cette forêt domaniale tire son nom du breton coat (bois) et loc'h (étang).
Selon la tradition, la forêt de Coatloc'h, fut entièrement plantée à la fin du Moyen Âge sur ordre d'Anne de Bretagne. La Duchesse, qui surveillait elle-même la plantation, découvrit une pie morte à la lisière vers Roz ar Bic. On lui conseilla alors de fixer les limites de la forêt à cet endroit sous peine de connaître le même sort que l'oiseau.
D'un point de vue plus historique, un château, peut être d'origine carolingienne, était situé au cœur de cette forêt. Un talus, encore visible par endroits, encerclait totalement la forêt plantée de chênes et de hêtres. Il était destiné à empêcher les animaux de sortir du bois.
Les nombreux hêtres de la forêt fournissaient la matière première aux sabotiers. Ces derniers travaillaient dans des huttes, appelées loges, et dont la toponymie a conservé le souvenir : Loj Gaor, Loj Stang, Loj Lanic, etc..

#### Jardin botanique
- Les jardins de Treuscoat : ces jardins sont consacrés aux plantes acidophiles ; ils présentent plus de 1 000 variétés de rhododendrons, plus de 120 variétés de camélias, des hydrangeas, des viornes, des magnolias, des arbustes rares,... Ainsi qu'une grande rocaille aménagée.

#### Minéralogie
Le musée René Métairie présente une collection de minéralogie.

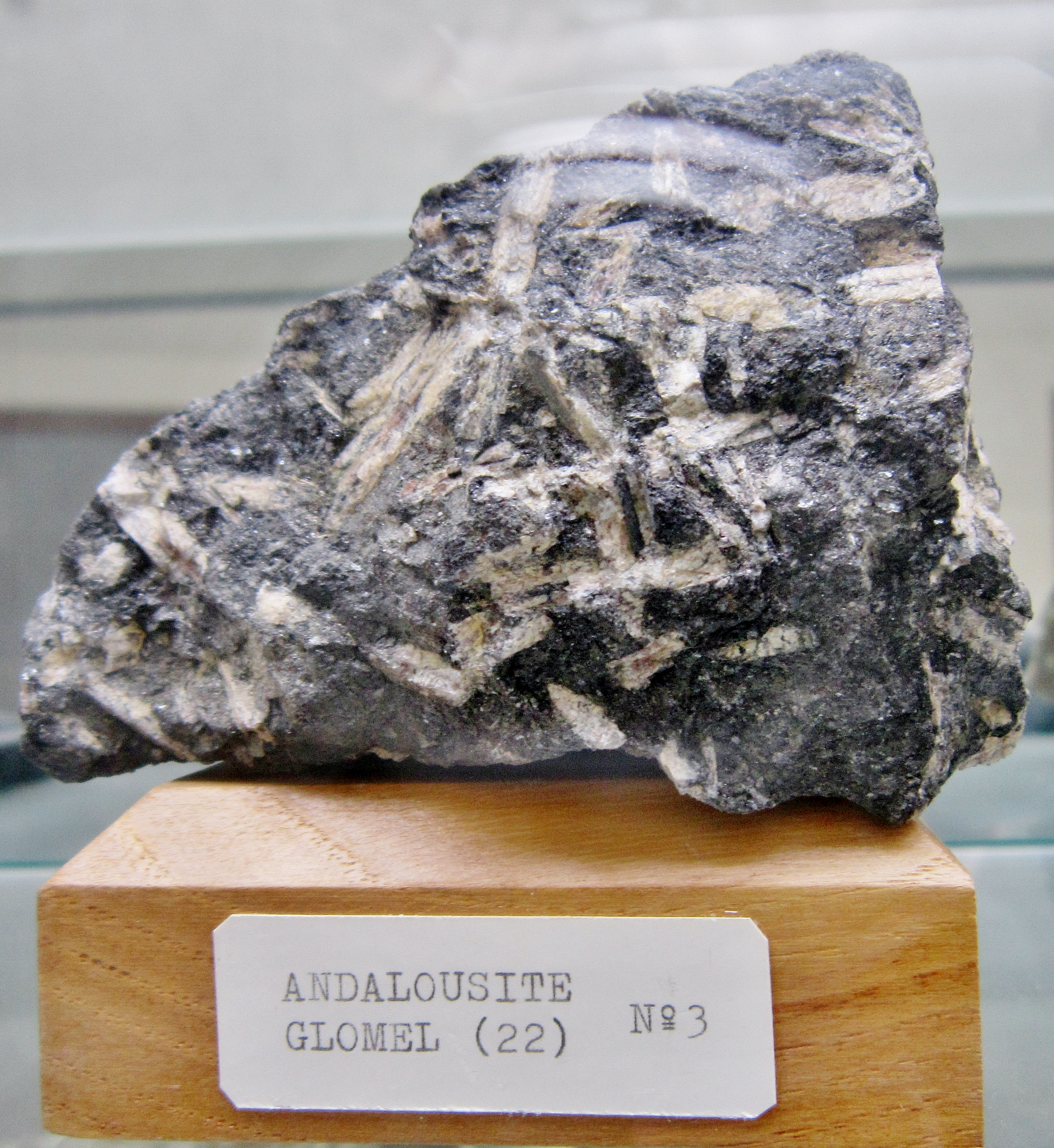
Andalousite de Glomel (musée René Métairie).

### Tableaux représentant Scaër et ses environs
- Charles Léon Godeby :  Automne à Scaër.

### Événements
- La Cavalcade de Scaër a lieu tous les deux ans, les années impaires, le dimanche et le lundi de la Pentecôte.
- La fête des sabots - précisions ??
- Les Six Heures de Scaër (course à pied organisée dans la commune de Scaër) n'existent plus.

### Personnalités liées à la commune

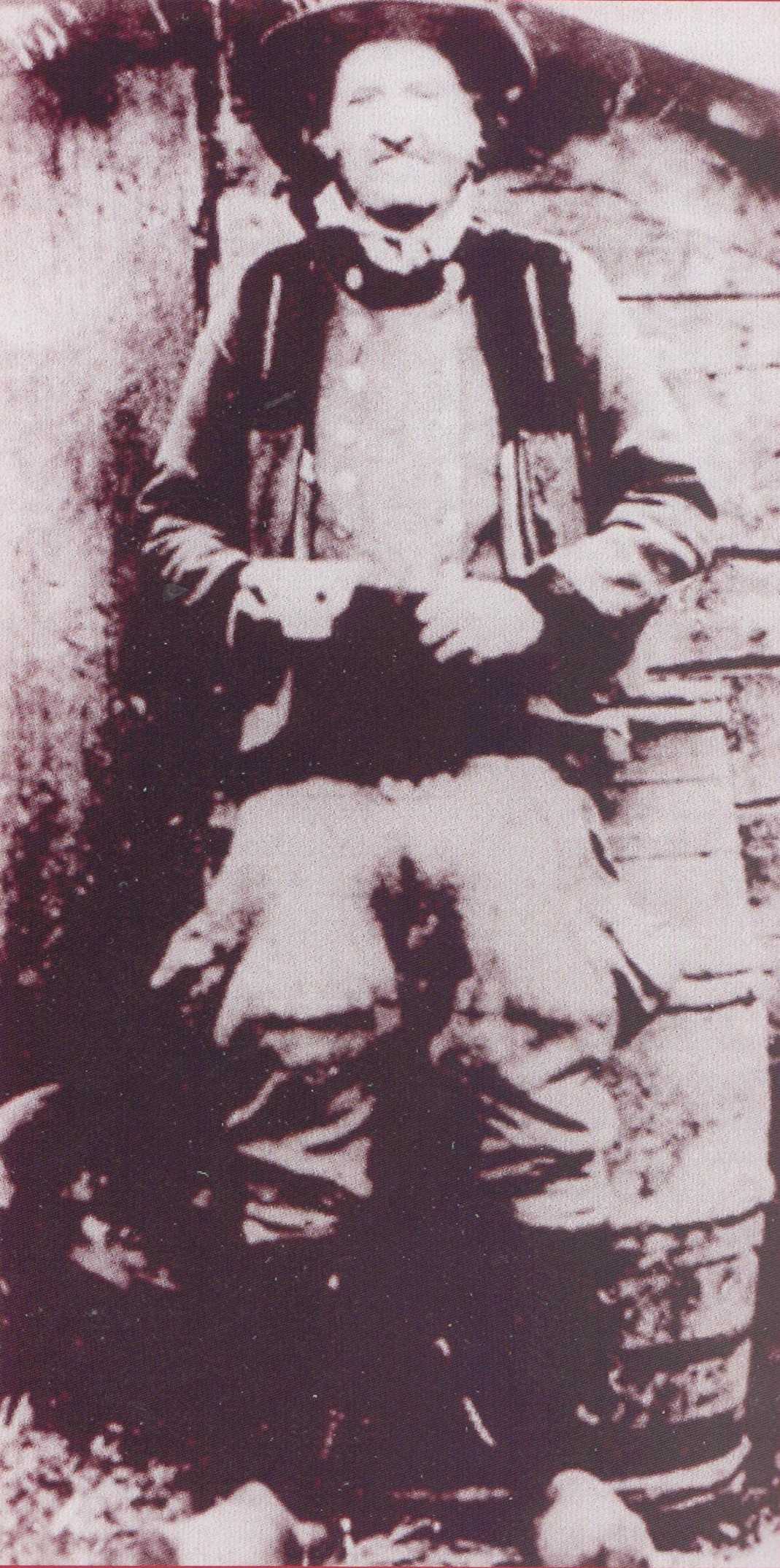
Photographie du fameux lutteur Bertrand Christien (1817-1887).

- Le chanteur et poète Youenn Gwernig est originaire de la commune et l'espace culturel porte son nom.
- Le peintre parisien Georges Alexandre Fischer s'est installé à Scaër où il a notamment peint les fresques de la chapelle de Coadry.
- Bertrand Henri Christien, fameux lutteur breton du milieu du XIXe siècle. Né en 1817 à Scaër, il gagna une fortune grâce aux prix remportés lors des tournois, si bien qu'en plus de sa maison scaëroise de Ty Guichet, il acheta plusieurs fermes avec ses gains : La Roche, Ty Goff et Kerbrunec (Guiscriff)[117].

## Jumelages
Scaër est jumelée avec :
- Crickhowell (Pays de Galles).